# 爆転シュート ベイブレード (漫画)
『爆転シュート ベイブレード』（ばくてんシュート ベイブレード）は、『月刊コロコロコミック』で1999年9月号から2004年7月号まで連載、および『別冊コロコロコミック』で2001年8月号から2004年2月号まで連載されていた外伝『爆転シュート外伝 ベイブレード大地』（ばくてんシュートがいでん ベイブレードだいち）を含む漫画。作者は青木たかお。
少年向け玩具「爆転シュート ベイブレード」のメディアタイアップ作品。
2016年7月15日発売の『コロコロアニキ』第6号から最終号の2021年春号まで、本編から1年後を描いた続編漫画『爆転SHOOT ベイブレード RISING』（ばくてんシュート ベイブレード ライジング）が連載された（後にコロコロオンラインに移行）。

## 概要
ベイブレードで世界一を目指す少年、木ノ宮タカオが自慢のベイブレード、ドラグーンと共に多くのライバルたちと激戦を繰り広げていく。
タカオ、カイ、ジンの3人は漫画企画より先に制作が進められていたハドソンのゲームボーイカラー用ゲーム『ベイブレード 次世代ベーゴマバトル』に登場する同名のキャラクターが基となっている。キャラクター原案は「ボンバーマンシリーズ」のキャラクターデザインを手掛けたハドソンのデザイナー水野祥司（当時ハドソン在職）によるもの。その他のキャラクターや聖獣は青木によりデザインされた。

## 登場人物

### 主な登場人物
木ノ宮タカオ（きのみや タカオ）
聖獣：青龍（せいりゅう）
本作の主人公。逆さに被った帽子がトレードマークの元気な少年。誕生日は3月21日。瞳の色は茶色。お調子者だが、屋上から落ちそうになったベイブレードを自分を省みずキャッチするなど、優しい心を持つ。兄・ジンからもらった青龍のベイ・ドラグーンを操り、ベイブレード日本一決定戦・スーパーバトルトーナメントで優勝し、日本一となる。世界選手権の日本代表チームに選ばれ4回戦まで勝ち進むも、ボーグの乱入により大会は中止に。ボーグとの決戦後に現れた聖封士を倒すため、ザガートタワーに突入。聖封士とケインを倒した。その後開かれることになったG・B・Cの日本代表予選に参加。ZOとの野良試合があったものの、Bブロックで優勝を決め、BBAレボリューション入りを果たす。次世代編で息子のマコトに帽子を譲った。
『RISING』ではカイがロンドンに出発する当日にバースト版ドラグーンSでバトルするも敗北。その後一年間大会に参加することなくキョウジュたちからベイへの情熱を失ったと思われていたが、皆に内緒で大岩をベイスタジアムのようにくりぬくまで特訓し続けていた。第2回ベイブレード世界選手権G・B・C IIではカイ、マックス、レイと共に日本地区代表「BBAライジング」として出場。
名字の由来は五行説で青龍が司る木。
使用ベイブレード
アルティメットドラグーン（ドラグーンと呼ばれている）
ジンからもらったベイブレード。4つの龍の頭、機動力のあるフラット軸、幅広のワイドディスクが特徴。カイのフロステックドランザーとのバトルで大破。ビットチップとウェイトディスクを残して砕け散る。このベイブレードに似ているものを以前使用していたが、それはシェルキラーに奪われた。必殺技は青龍旋風破、ダイナマイトループアタック、ウォータージェットストーム。
ドラグーン グリップアタッカー
幼い頃にジンが作ってくれたベイブレードに新しいパーツ・青龍のビットチップを取り付けて完成させた新たなドラグーン。ゴムグリップ軸で踏ん張りの利いた動きを見せる。使いこなせた時にビットチップの模様が変化した。レイとの試合でドライガーがスタジアムアウトした直後、タカオのシュートパワーに耐え切れず砕け散ってしまう。必殺技はバニシングアタック。
ドラグーンS（ドラグーン ストーム）
キョウジュがBBAの技術を駆使して開発した。メタルウェイトギアを内蔵したレフトスピンギアにより、安定性、攻撃力を上げ、左回転を可能となった。その結果、衝突時の攻撃力を大幅にアップし、強烈な竜巻を生み出す。日本大会の初陣後、中国から帰国した際に日本を襲撃したユーリとのバトルにて、青龍が消えたにも拘わらず無理にバトルを実行したためウルボーグの攻撃に耐え切れず砕け散る。必殺技はストームシュート、ストームアタック、バニシングストーム。
ドラグーンF（ドラグーン ファントム）
世界大会に向けキョウジュが開発した「F」プロジェクトの最高傑作。2層構造のアタックリングで攻撃力を強化。大型グリップ軸の機動力も高く、竜巻と共に複数の残像を生み出すことができる。ボーグとの決戦前にジンが渡したマグネコアを組み込んだことで、ウルボーグ2に破壊されながら進化する。必殺技は幻影爆風撃。
ドラグーンV（ドラグーン ビクトリー）
マグネコアで増幅された青龍の力とタカオの思いでFから進化したドラグーン。磁力を利用したトリッキーな動きが可能となる。サイバードラグーンの攻撃で満身創痍まで追い詰められる。必殺技は勝利竜巻、竜巻連射爪（ドライガーVとの合体技）、幻影爆風撃（ドラグーンFの技だがVでも使用）。
ドラグーンV2（ドラグーンビクトリー・ツー）
ザガートに対抗するためキョウジュが開発した。マグネウェイトディスクによりマグネパワーを最大まで強化した。バーニングケルベロスに青龍を吸収されてしまう。必殺技は超勝利竜巻。
ドラグーンG（ドラグーンギャラクシー）
ケルベロスから解放された青龍の力によりV2が進化した。エンジンギアを搭載し、今までにない加速で攻撃が可能となった。パワーが強すぎる新エンジンギアの負荷に耐え切れず砕け散る。必殺技は銀河旋風撃。
ドラグーンGT（ドラグーンギャラクシー・ターボ）
パブロ・フェルナンデスが作ってくれたベイブレード。強化ボディにより新型エンジンギアにも耐え、強力な破壊力を手に入れる。必殺技は銀河爆旋風撃。
ドラグーンMS（ドラグーンメタルストーム）
ケン・ダイバの提案で投入されたヘビィメタルシステムのベイブレード。ランニングコアを中心に全体を小型化、さらにアタックリングの大部分をメタルにすることで爆発的なパワーと驚異的なパワーを生み出す。GTから青龍が乗り移り、エンブレムが刻まれ制御できるようになった。バルテズソルダの奇襲に逢いアタックリングが切り刻まれる。必殺技未使用。
ドラグーンMSアルティメットバージョン（ドラグーンメタルストーム アルティメットバージョン）
アタックリングをアルティメット鋼鉄（メタル）を使い超硬化した完全武装のドラグーン。次世代偏でも使用。必殺技は武神風撃。
ドラグーンMF（ドラグーンメタルファントム）
世界大会決勝で掲げているシーンのみ登場。
ドラグーンストーム.W.X（ドラグーンストーム・ウィング・エクストリーム）
『RISING』で登場。キョウジュの台詞から、MF以降に開発したドラグーン。ベイブレードバーストのシステムで開発されている。Sをリメイクしたレイヤー、ラバー軸のエクストリームドライバーが特徴。新技新生爆風撃はバーストした直後、嵐の力で再びパーツを組み立てバトルを続行できる。度重なるバトルにより傷つき、大地とのバトルの末に使用不能状態になる。必殺技は武神風撃、新生爆風撃。
ドラグーンファントム.G.V（ドラグーンファントム・グラビティ・ヴァリアブル）
火渡進がフリンジ技術により再生させたドラグーンF。非主流素材を使用することで潜在能力を最大まで引き出す。必殺技は幻影爆風撃、新生幻影爆風撃。
ドラグーンビクトリー.St.Ev（ドラグーンビクトリー・スティング・エボリューション）
ディスクに負担がかかるタカオとレイの新必殺技に対応するために開発された。ばねの力で衝撃を吸収し反撃するスティングィスクを搭載したことで、防御力、攻撃力がともに上昇している。必殺技は勝利嵐撃。
ドラグーンV2.Wh.Xp（ドラグーンビクトリー・ツー・ホイール・エクスプロージョン）
ドラグーンV2のリメイク機。フリー回転するガードパーツと渦巻いた形状のラバー軸を持つエクスプロージョンドライバーと際重量級の重さで攻撃などの性能を上げるホイールディスクを装備。
火渡カイ（ひわたり カイ）
聖獣：朱雀（すざく）
タカオのライバルで、朱雀のベイ・ドランザーを操る。シェルキラーのボスであり、巨大企業・火渡エンタープライズの跡取り。誕生日は8月1日。瞳の色は赤、両頬にペイントを入れ、両腕には重量のあるプロテクターを着けている（プロテクターはボーグとの決戦まで）。キョウジュが思わず感心してしまうほどの跳躍力を見せたりと、身体能力も高め。自分から父親を奪ったベイブレードに復讐するため、シェルキラーを率い、四聖獣の力を手に入れようとする。しかし、スーパーバトルトーナメント決勝でタカオに敗北し、先に倒す相手ができたと、復讐を取り止めに。世界選手権の日本代表チームに選ばれるも、タカオたちと出場する気はないと告げ、参加選手に野良試合を仕掛けていた。だがユーロチームに惨敗し、タカオに活を入れられ発奮。4回戦に登場し、ラルフにリベンジを果たした。ボーグとの決戦後に現れた聖封士を倒すため、タカオたちと共にザガートタワーに突入した。その後開かれることになったG・B・Cの日本代表予選に参加。Aブロックを順当に勝ち進むも、ZOとの野良試合で迷いが生じたまま、代表入りを決める。しかし、大地の出現によりその迷いが決定的なものとなり、予選後に行方をくらまし、タカオと決着をつけるべくロシア予選でイワンを下し、ネオボーグに入る。次世代編ではしっかりと跡を継ぎ、社長になっているが、タカオとは相変わらずのようで、息子のバトルそっちのけでバトルを挑んでいる。
『RISING』ではロンドンに留学しており、出発の日に行ったタカオとのバトルに勝利する。その1年後帰国し、火渡エンタープライズ特別研修生として祖父の後を継ぐべく会社で働いている。
名字の由来は五行説で朱雀が司る火。
使用ベイブレード
フロステックドランザー
朱雀がビットに宿るバランスタイプのベイブレード。4枚の羽根が高い防御力と攻撃力をバランスよく併せ持つ。ドラグーンを破壊するも深い傷を負う。必殺技はスピンファイアーボム。
ドランザーオートチェンジバランサー
日本大会に駆り出した2代目ドランザー。攻撃の衝撃で軸先が変化する。攻撃型から持久型へ、タカオとの試合では逆に攻撃型へチェンジした。必殺技はスピンファイアーボム、スピンアックスショット、ファイアーシュート、ファイアーアロー。
ドランザーS（ドランザースパイラル）
世界へ旅立つ際、父・火渡進から渡されたベイ。2枚のウイングは防御性能に優れている。さらにブレードベースは攻撃と持久型に切り替え可能。必殺技は旋炎矢弾。
ドランザーF（ドランザーフレイム）
キョウジュがカイ用に開発したベイブレード。攻撃、持久、バランスの3タイプに軸を切り替えることが可能。必殺技は旋炎矢弾、斬炎剣。
ドランザーV（ドランザーヴォルケーノ）
マグネシステムを搭載し、軸先をひっくり返すことで攻撃、持久モードに変更することが可能。必殺技は爆炎放射。
ドランザーV2（ドランザーヴォルケーノ・ツー）
遠心力クラッチが内蔵されており、高速回転時は持久モード、低速回転になると攻撃モードに切り替えられる。必殺技は超爆炎放射。
ドランザーG（ドランザーギグス）
エンジンギアを内蔵したことで、終盤に回転力が復活。不死鳥のごとく暴れまわる。必殺技は暗殺爆炎。
ドランザーGT（ドランザーギグス・ターボ）
リバースエンジンギアを内蔵。発動時軸先が左回転になるため、正面から激突することができる。必殺技は爆撃烈火斬、逆回転烈火斬。
ドランザーMS（ドランザーメタルスパイラル）
ヘビィメタルシステムで作られたドランザー。ドランザーS同様、軸先を攻撃と持久型に切り替えられる。必殺技は火炎で再現した武神風撃、爆風炎撃。
ドランザーMF（ドランザーメタルフレイム）
世界大会決勝で掲げているシーンのみ登場。
ドランザースパイラル.S.T（ドランザースパイラル・スプレッド・トランス）
『RISING』で登場。ベイブレードバーストのシステムで開発され、ドランザーSを継承したレイヤー、攻撃と持久型に切り替え可能なトランスドライバーが特徴。必殺技は爆炎連射、超爆炎連射。
ドランザーフレイム.Y.Zt（ドランザーフレイム・エール・ゼータ）
火渡進がフリンジ技術により開発したドランザーF。本家同様軸先は3タイプに切り替えられるゼータドライバーを採用。キメラ素材を吸収することで赤く染まり、尋常ではない力を発揮する。必殺技は斬炎剣、火炎爆発、火炎銃弾。
ドランザーボルケーノ.Hr.Dm（ドランザーボルケーノ・ハリケーン・ディメンション）
キョウジュが新ドライガーVと共に開発したバースト版ドランザーV。ハリケーンディスクはフリー回転刃搭載で防御力を上げ、ディメンションドライバーは捻って高さを変えることで攻撃、持久、防御のモードを選べる。レイヤーはアッパー攻撃が高い4枚刃を搭載している。必殺技はアッパーアタック、爆炎放射。
ドランザーV2.0C.Rb（ドランザーボルケーノ・ツー・ゼロ・クロス・リブートダッシュ）
ドランザーV2のリメイク機。リブートダッシュドライバーで前半は細めのセミフラット軸で程よく暴れ、後半にセミフラット軸が引っ込み太めのフラット軸で再加速して攻撃ができる。
水原マックス（みずはら マックス）
聖獣：玄武（げんぶ）
タカオの友人。日本人とアメリカ人のハーフ。誕生日は1月6日。明るい性格で、アメリカで暮らしていたため少々片言で、頻繁に英語を使う（興奮すると完全に英語）。スーパーバトルトーナメント準決勝でドラシエルが玄武のベイだと知り、力を発揮するもカイに敗北。世界選手権の日本代表チームに選ばれ4回戦まで勝ち進むも、ボーグの乱入により大会は中止に。ボーグとの決戦後、レイ同様一旦は渡米していたが、聖封士の出現により、再び来日。タカオたちと共にザガートタワーに突入した。その後開かれることになったG・B・Cには、再び渡米し、PPBオールスターズの一員として参加。次世代編ではUSAベイブレード開発局に勤めている。
『RISING』では妹のシャルロットが生まれている。
名字の由来は五行説で玄武が司る水。
使用ベイブレード
プロトシェル
初登場時に使用していたベイ。後のドラシエルメタルボールディフェンサーの試作品。亀の甲羅のようなアタックリングで防御力が高い。アニメ版とは大きくデザインが異なる。
ドラシエルメタルボールディフェンサー
完成版プロトシェル。ブレードベースに2個の鉄球が内蔵されており、高速回転時に外側へ移動し防御性能を上げる。日本大会準決勝でビットが壊れ、玄武のビットを装着した。中国でキキたちの襲撃に遭い大破してしまう。
ドラシエルS（ドラシエルシールド）
アタックリングの攻撃力を高め、軸先も金属性になった。ユーリに襲われているタカオのドラグーンを守るため急ピッチで製作され、窮地を救う。必殺技は水撃門。
ドラシエルF（ドラシエルフォートレス）
アタックリングが8枚刃に、メタルボールを3つも搭載した重量系のドラシエル。ボーグとの決戦に使用した。必殺技は水撃要塞。
ドラシエルV（ドラシエルバイパー）
マグネシステエムを搭載し、アタックリングが5角形になっている。必殺技は玄武障壁。
ドラシエルV2（ドラシエルバイパー・ツー）
ブレードベースのメタルボールの位置を切り替え可能になり、序盤は内重心にして防御力を高め、後半に外重心にして遠心力を上げ高速回転に移行することができる。必殺技は玄武重障壁。
ドラシエルG（ドラシエルグラビティ）
G・B・C3回戦直前のケン・ダイバとのバトルで登場。その後ドラシエルMSになったため必殺技も使用していない。
ドラシエルMS（メタルシールド）
ヘビィメタルシステムで作られたドラシエル。メタルボールは搭載していない。必殺技は究極水障壁。
ドラシエルシールド.C.P（ドラシエルシールド・セントラル・プレス）
『RISING』で登場。ベイブレードバーストのシステムで開発され、ドラシエルSを継承したレイヤーが特徴。キョウジュの開発した機械内蔵のドライバーが暴走したこともある。必殺技は完全防御。
ドラシエルフォートレス.10.Pl（ドラシエルフォートレス・テン・プラネット）
フリンジ技術で開発された新ドラシエルF。3つの鉄球が搭載されたプラネットドライバーで本家を再現している。必殺技は水撃要塞。
ドラシエルバイパー.Ar.Om（ドラシエルバイパー・アラウンド・オービットメタル）
ドラシエルバイパーのリメイク機。アラウンドディスクに内蔵された4つのメタルボールで回転力や持久力を上げると同時に攻撃を受けた際にスタジアムに触れることで粘り強く防御する。オービットメタルドライバーにはフリー回転するメタルボールが内蔵され、弾かれにくく、長く回る。
金 李（コン・レイ）
聖獣：白虎（びゃっこ）
通称レイ。牙族出身の中国人。白虎のベイ・ドライガーを操る。誕生日は11月6日。冷静沈着な性格で、運動能力が高い。ジンに誘われて来日したが、当初は眠ってばかりいた。スーパーバトルトーナメント準決勝でタカオとバトルし当初は互角以上の力を見せるが、バトル中に砕けたドラグーンGAに代わるタカオの新ベイ・ドラグーンSを見て実力差を感じ取り、途中で棄権する。大会後、中国の遺跡にてタカオたちと再会。故郷の仲間たちとも和解した。その後再び来日し、マックスの父親が経営するホビーショップ水原でボーグに遭遇。ユーリにドライガーSを破壊される。世界選手権の日本代表チームに選ばれ4回戦まで勝ち進むも、ボーグの乱入により大会は中止に。ボーグとの決戦後、マックス同様一旦は中国に帰国したものの、聖封士の出現により、再び来日。白虎を封印されてしまう。白虎を取り戻すため、タカオたちと共にザガートタワーに突入。聖封士を倒し白虎を取り戻した。その後開かれることになったG・B・Cには、再び帰国し、バイフーズの一員として参加。次世代編ではマオと結婚し、娘のリンを儲けている。
主要登場人物4人の中でもタカオ、カイとほぼ同等の非常に高い実力を有している（実際、G・B・Cでのタカオとの試合ではほとんど引き分けと言えるバトルを演じ、引き分けに終わったカイとの勝負は作者いわく裏の頂上決戦とされている）。
名字の由来は五行説で白虎が司る金。
使用ベイブレード
ドライガーS（ドライガースラッシュ）
二枚刃の爪、傾斜で動きが変わる軸先が特徴。スピンギアシステムを初めて搭載されたベイブレードである。中国から帰国後ウルボーグに破壊される。必殺技は白虎爪撃。
ドライガーF（ドライガーファング）
アタックリングが4枚刃に、ブレードベースはバトル前半と後半で攻撃型から持久型に変化する金属軸。必殺技は白虎牙撃。
ドライガーV（ドライガーバルカン）
マグネコアと金属のセミフラット軸が特徴。必殺技は白虎連射爪。
ドライガーV2（ドライガーバルカン・ツー）
ブレードベースのサポートパーツとアタックリングの爪が合体した超大型の二枚刃が特徴。必殺技未使用。
ドライガーG（ドライガーガトリング）
エンジンギアを搭載。3枚のアッパー刃が特徴。必殺技は連射牙撃。
ドライガーMS（ドライガーメタルスラッシュ）
ヘビィメタルシステムで生まれ変わったドライガー。必殺技は牙族奥義・神仙白虎拳。
ドライガースラッシュ.H.F (ドライガースラッシュ・ヘビー・フュージョン)
『RISING』で登場。ベイブレードバーストのシステムで開発され、ドライガーSを継承したレイヤーが特徴。ドラシエルの暴走を食い止める際の高温で黒く変色し、ダークネスドライガーとなる。必殺技は白虎爪斬撃。
ドライガーファング.0.Xt (ドライガーファング・ゼロ・エクステンド)
フリンジ技術で再生したドライガーF、高さを変えることでモードを切り替えれるエクステンドドライバーと重量級のゼロディスクを装備。必殺技は白虎牙撃。
ドライガーバルカン.10R.W（ドライガーバルカン・テン・リーチ・ウェイト）
ドライガーバルカンのリメイク機。外重心かつ重いテンディスクと攻撃やカウンターに役立つリーチフレーム装備し、メタルボール軸を持つウェイトドライバーで中央に止まって回り続けて守る戦法もできれば、程よくスタジアムを暴れさせることもできる。
キョウジュ / マナブ
タカオの親友。バトルよりも研究が好きで、常にカメラ付きのノートパソコンを持ち歩いている。誕生日は4月18日。ベイのデータなどはほとんど彼が調べ、開発も行うが、実戦の腕前はイマイチ。タカオたちの四聖獣のベイに詳しかったため、そのデータを欲したザガートに利用されてしまう。G・B・CでのPPBオールスターズ戦では大地の代わりにアインシュタインMS（メタルスプリング）を操り参戦。フロッグマンと名乗り、大地の前に立ちはだかったこともあった。次世代編ではベイブレード研究所に勤めている。
本名の「マナブ」は原作では出ていなかったが、『RISING』で明かされた。
使用ベイブレード：アインシュタインMS（アインシュタイン メタルスプリング）
皇大地（すめらぎ だいち）
『別冊コロコロコミック』で連載されていた外伝『ベイブレード大地』の主人公。少々世間知らずだが、元気で明るい少年。額に大きなバッテン傷があり、シューターを壊してしまうほどの驚異的な握力を持っている。誕生日は6月30日。年齢はタカオの2つ下。父が亡くなる直前、日本一になることを約束。その約束を果たすため、何の日本一になるかも決めず1人村を出て旅へ。その途中、ベイブレードの日本一になることを決め、木ノ宮タカオが日本一のブレーダーだと知り、タカオを倒すためにG・B・C代表予選に出場。しかしAブロック決勝でカイに敗北。落胆する大地だったが、カイに勝ってもタカオとは戦えなかったと知り驚愕。そこでBブロックで優勝したタカオに勝負を挑むが、仁に実力を認められ、タカオ、カイと共にBBAレボリューションのメンバーとしてタカオの新たな仲間となる。当初はタカオと衝突することが多かったが、後に打ち解ける。次世代編でブレーダーDJになる。
『RISING』では母親にテストの点数が低いことを叱られ、勉強でも一番になるためにベイブレードを封印する。この際来ノ宮仁が家庭教師を頼まれた。ベイブレードをあきらめきれずタカオとのバトルで以前の気迫を取り戻す。本編終了後にもかかわらず使用するベイは初代ガイアドラグーンである。
名前の由来は五行説で黄龍が司る土と、皇帝龍とする説がある黄龍から。
使用ベイブレード
オリジナルベイ（名前なし）
父、皇大悟郎から死の間際に受け取ったベイブレード。ビットカバーの下に黄龍のビットチップが隠れている。都会に出たときにこれがベイブレードであることを初めて知り、以前は手で投げて高速回転させていた。バトルで勝ちづづけるうちにメンテナンスを忘れ、レイとのバトルでパーツが外れ敗北。大地が魂を込めてガイアドラグーンに改造する。
ガイアドラグーン
前述のオリジナルベイを改造したベイブレード。ブレードベースに4つの鉄球を入れ重量、攻撃力を向上させた。しかし、そのせいで俊敏性が下がりヒルタに敗北してしまう。改めて改造する最中にビットカバーの下の黄龍のビットチップし存在に気づき、龍の翼をヒントにフリー回転刃を搭載した。この刃は相手の攻撃を受け止めるほか、回転力を急上昇させる効果がある。名前の由来は幼い頃に父と黄龍を見た際の「聖なる地に生まれし龍王」というセリフからで、タカオのドラグーンを意識したわけではない。必殺技である光輪刃断はベイに非常に負荷をかけてしまい、それがもとで破損してしまっている。
『RISING』にも登場。月のブラッディムーンに切り刻まれてしまい、バースト版に修復される。必殺技は光輪刃断。
ガイアドラグーンV（ガイアドラグーンバースト）
前述の光輪刃断のパワーに耐えるために大地が製作した。アタックリングを分厚くし、ウイングを4枚刃にすることで耐久力を上げたが、重くなったことで大地のパワーでは力を発揮できなくなってしまう。大地の猛特訓の末使いこなすことに成功する。G・B・C1回目のボーグ戦でタカオと仲間割れした際ウルボーグ4に破壊されてしまう。必殺技は轟転刃断
ガイアドラグーンG（ガイアドラグーングレート）
ガイアドラグーンVをキョウジュと大地が一晩掛けて修復した新ガイアドラグーン。エンジンギアを搭載した。必殺技は豪転刃断。
ガイアドラグーンMS（ガイアドラグーンメタルスパイク）
ヘビィメタルシステムで開発されたガイアドラグーン。試作品が強度不足でうまくいかない中、大地がアタックリングにメタルを使うことを提案しドラグーンMSと共に完成する。はじめは強すぎるパワーで暴走したが、Gから黄龍が乗り移り、エンブレムが刻まれ制御できるようになった。デスガーゴイルのフックにより破壊されてしまい、修理するもテストバトルで再び大破。作り直すも第5試合に間に合わなかったためここで出番が終了する。必殺技は爆狂刃断。
ガイアドラグーン.Ar.Hn'（ガイアドラグーン・アラウンド・ハンターダッシュ）
『RISING』に登場したバーストシステムのガイアドラグーン。前述の初代ガイアドラグーンを修復したもの。ブレードベースの4つのメタルボールはアラウンドディスクで再現されており、細めのラバーフラット軸を持つハンターダッシュドライバーを装備。必殺技は光輪刃断。
ジン / 木ノ宮仁（きのみや ひとし）
通称・疾風のジン（しっぷうのジン）。自らをベイブレードに導かれし者と言う謎の男。誕生日は9月22日。忍者のような格好をしていて、前髪と後ろ髪は出ているが、肌が見えているのは目の周りと指先のみ。身体能力も高く、建物の壁や電柱を蹴って跳ぶように移動したり、ベイブレードを手裏剣のように投げて回した。木の上など高い所から現れることが多く、ホビーショップ水原には天井に近い窓から入りマックスの父を呆れさせた。タカオにドラグーンを渡し、四聖獣の伝説を語った。カイとは知り合いで、レイを中国から日本に誘ったのも彼。そしてスーパーバトルトーナメントでは大会特別顧問に。ミスターBと共にスピンギアシステムの開発も行っていた。
スーパーバトルトーナメント決勝で、父親の遺跡発掘を手伝っているはずのタカオの兄・仁だと判明する。またタカオに酒を勧められた際に19歳であることが判明した。タカオたちをスーパーバトルトーナメント優勝記念で中国に連れて行った後は、再び父の仕事を手伝うために旅立っていったが、ボーグによって世界選手権がぶち壊された際に現れ、ボーグのヘリコプターに乗り込むタカオに、新たに発掘されたパーツを渡した。
G・B・CではBBAレボリューションの監督に就任。
『RISING』のG・B・C IIではシニア部門の日本地区代表として、疾風のジンの格好で出場。
「仁」は音読みで「ジン」と読めるため、本名につけられた。

### シェルキラー
荒っぽいバトルで相手のベイブレードを奪い取る武闘派ブレーダー集団。「負けたらベイブレードを取られる」「強い者だけが生き残る」をルールとしており、ベイブレードを道具としか思っていない。
ボスのカイ、四天王の蛭田、鈴鹿、筑波、茂木（四天王はタカオに負けたことでメンバーから外される）、その他のメンバーで構成され、その多くは羽の生えたドクロのマークとShell Killerと描かれた黒いTシャツを着ている（スーパーバトルトーナメント決勝ではShell Killerと描かれただけの白いTシャツを着ていた）。火渡産業の資材置場（後の火渡エンタープライズ リサイクル工場）をアジトにしていて、アジト内にあるベイスタジアム・別名「ベイブレードの処刑場」の周りには、カイによって破壊されたベイブレードが山のように積まれている。
カイがベイブレードに復讐するために率いていたチームだが、復讐を取りやめてからどうなったのかは不明。
鈴鹿、筑波、茂木の名前の由来は日本のサーキット。
蛭田マコト（ひるた マコト）
シェルキラー四天王のバンダナの少年。第一回ベイブレードバトルトーナメントの優勝者。第二回大会もAブロック予選を勝ち進み決勝でタカオと対戦。反則すれすれのバトルで勝ち上がっており、決勝でも卑怯な手を使うが、追い詰められて力を発揮したタカオに敗れ、準優勝。この敗北により、カイにベイブレードを壊される。タカオを倒そうと四天王全員でかかるも再び敗北（これにより四天王はメンバーから外される）し、カイに頭を踏みつけられる。その後、自分たちがカイにとって手駒でしかなかったことに気付き、その時からカイを呼び捨てにした。カイに傷つけられたプライドを癒すため、スーパーバトルトーナメントにはカイを倒すことを目的に参加。確実にCブロック予選を勝ち上がるため、アタックリングにカッターを仕込んだベイ・スピンカッターで、同じ元四天王である鈴鹿のベイを真っ二つにした。助けられたようで納得のいかないタカオとの再バトルで敗れ、予選敗退。バトル終了後、タカオに自分の思いを託そうとした。
外伝にて再登場。かつて町でブレーダーキングと呼ばれており、大地の元子分たちが助っ人として連れて来た。スーパーバトルトーナメントでのタカオとのバトル以降更生したようで、自分の住む町で大きな顔をしていた大地を卑怯な手は使わずに、簡単に負かしてみせた。翌日、再戦を申し込んできた大地を相手にしなかったが、大地の新ベイ・ガイアドラグーンの名を聞いて怒り、バトルを受けるが敗北。追い詰められて最大の力を発揮した大地の姿にタカオをダブらせる。敗れてからは大地を認め、いつかタカオを超える可能性を感じ、G・B・C日本予選には山田たちと共に応援に駆けつけた。
G・B・C決勝も観戦しており、元シェルキラー四天王で唯一カイではなく大地を応援していた。
作者である青木たかおのホームページで公開されている漫画「Spin-Off」では姉のアヤカが登場しており、弟から勝手に借りたゼファーでマオを破っている。
鈴鹿（すずか）
シェルキラー四天王の泣きボクロの少年。常に右手とお腹を出している奇抜なファッションスタイル。メンバーから外されたことでタカオを逆恨みし、スーパーバトルトーナメントCブロック予選にて筑波、茂木と共にタカオを倒し、カイに実力をアピールしようとするが、蛭田に裏切られ、ベイを真っ二つにされてしまい失敗に終わる。トーナメント決勝では、ドラグーンに吹っ飛ばされたカイを心配するも怒鳴られたりと結構不運続き。
それでもG・B・C決勝にはカイの応援に訪れた。
筑波（つくば）
シェルキラー四天王の小柄な少年。帽子を目深に被っているため、顔が半分隠れている。メンバーから外されたことでタカオを逆恨みし、スーパーバトルトーナメントCブロック予選にて鈴鹿、茂木と共にタカオを倒し、カイに実力をアピールしようとするも再び敗れ、失敗に終わる。
G・B・C決勝にはカイの応援に訪れた。
茂木（もてぎ）
シェルキラー四天王の大柄な少年。メンバーから外されたことでタカオを逆恨みし、スーパーバトルトーナメントCブロック予選にて鈴鹿、筑波と共にタカオを倒し、カイに実力をアピールしようとするも再び敗れ、失敗に終わる。
G・B・C決勝にはカイの応援に訪れた。
鼻でかシェルキラー
特別編にのみ登場。本名不明。高架下でバトルに負けた相手のベイブレードを奪っていた。7連勝したところでタカオが挑戦。正義感ぶった奴が大嫌いだとバトルを受ける。タカオのベイに一方的に攻められるも、改造したウエイトディスクで防御力と持久力を上げていたため余裕で勝利。タカオのベイも奪っていった。後日ドラグーンを手に再戦を申し込んできたタカオが、自分が勝ったら奪ったベイをすべて返して欲しいと要求したため、逆にタカオが負けた場合はこの場にいる全員のベイをもらうという条件を出し、バトル。しかし特訓により回転力4倍となったドラグーンに敗れ、次はリベンジすると捨て台詞を残し、奪ったベイを置いて去っていった。

### 牙族 / バイフーズ
中国・山東省の山奥に暮らす部族。アニメにおける白虎族に相当。レイ、ライ、マオ、ガオウ、キキは牙族のトップ五人衆と呼ばれている。牙族の村では、タオ老師が近隣の町や集落から集まった身寄りのない子供たちに学問や武術、ベイバトルを教えている。タカオの父・龍也と仁は発掘調査の際に彼らの村で世話になっている。世界選手権には中国チームとして参加し、3回戦まで勝ち上がるも、ユーロチームのジョニーにストレート負けし、敗退。G・B・Cではバイフーズとして、レイを加えた五人衆で参加。だがバトルに出たのはレイとライのみ。
『RISING』のG・B・C IIでは中国地区代表として出場。
チェン・ライ
牙族のトップ五人衆の一人。誕生日は4月7日。タカオを気に入り意気投合する。レイとは牙族の長の座を賭けて決着をつけることを約束しており、ひとり村を出て行ったレイを裏切り者扱いしていたが、後に和解する。
名前の由来はライオン。
チェン・マオ
牙族のトップ五人衆の一人。ライの妹。誕生日は8月8日。レイを慕う、しっかりした性格の女の子。レイからは妹のように思われている。次世代編ではレイと結婚している。
名前の由来は猫の中国語読み。
ガオウ
牙族のトップ五人衆の大柄な少年。誕生日は1月14日。カイと対戦するも、敗れる。
名前の由来は熊の咆哮。
キキ
牙族のトップ五人衆の小柄な少年。誕生日は6月22日。お調子者で余計なことばかり言うが、マックスを破るなど実力は高い。
名前の由来は猿の鳴き声。
タオ
牙族の老師。酒好き。G・B・Cが始まる前に、牙族に古来より伝わる伝説の奥義・神仙白虎拳をレイに授ける。

### ボーグ / ネオボーグ / ボーグ0
ヴォルコフを最高司令官とし、ロシアを拠点としたブレーダー兵士集団。世界のブレーダーたちからは、残酷なまでにベイブレードを破壊しつくす恐怖の軍団と呼ばれている。世界選手権に乱入し、大会を中止に追い込んだ。G・B・Cにはネオボーグと改称し、イワンを抜き、カイを加えた4人で参戦。決勝まで勝ち進んだ。ボーグのメインメンバー4人は全員国籍はロシア。
『RISING』ではメンバーはゴルべヴァ子供養育センターに身を寄せており、子供たちから慕われている。G・B・C IIではロシア地区代表「ボーグ0（ゼロ）」として出場。
ユーリ・イヴァノーフ
ボーグのリーダー。冷酷非情な性格で、仲間からも恐れられている。誕生日は2月8日。実力は非常に高く、世界のライバルたちの中で唯一主人公たちに匹敵する実力を持ち、二度もタカオを敗っている。作中最強のブレーダーの一人。
ヴォルコフの指令でタカオのベイを破壊するために日本を訪れ、その過程でレイのドライガーを始め、多くのベイブレードを破壊してきた。タカオのベイを破壊することに成功するが、その時にウルボーグに傷をつけられており、屈辱を晴らすためにウルボーグ2を作り上げる。その後ボーグ本拠地がある島でタカオと再戦するが、多くのブレーダーを傷つけ、ボーグの仲間すら捨て駒にしたことでタカオを怒らせ、仲間の声援を受けてパワーを上げたタカオに敗れる。
『RISING』では酒に溺れた父親が死に、母親はユーリを捨てて再婚したことが語られた。いつか切れる絆など最初からないほうがマシだと言い、仲間を捨てて世界中のブレーダーのベイを破壊していく。日本でカイのベイを破壊しようとバトルを挑むが、途中で乱入したボリスに止められ、ボリスたち仲間の気持ちを理解し共に去っていった。2巻のおまけ漫画では身を寄せているゴルべヴァ子供養育センターでの日常が描かれており、子供たちから「ユーリさん」と呼ばれ畏敬の念を抱かれている。
ボリス・クズネツォーフ
ボーグのメンバー。ユーリとは幼い頃からの旧知の仲。誕生日は12月18日。ボーグではユーリに次ぐ実力の持ち主で、後のネオボーグでもカイの不在時に、ユーリのパートナーをつとめている。
『RISING』の2巻のおまけ漫画では、身を寄せている子供養育センターでの日常が描かれており、ボーグメンバーで唯一子供たちから呼び捨てにされている。
セルゲイ・ルイバコフ
ボーグのメンバーの大柄な少年。誕生日は11月22日。島でのバトルでは、レイをあと一歩のところまで追い込んだが敗れる。ネオボーグのメンバーで唯一、試合に出ていない。
『RISING』ではフルネームが明かされており、2巻のおまけ漫画では、身を寄せている子供養育センターの子供たちのベイブレードの配布やメンテナンスをしており、兄貴分として慕われるなど面倒見の良さを見せている。
イワン・パホーフ
ボーグのメンバーの小柄な少年。誕生日は6月12日。島でのバトルではタカオに敗れる。G・B・Cの予選ではカイに敗れ、ネオボーグのメンバーから外される。
『RISING』の2巻のおまけ漫画では、身を寄せている子供養育センターでの日常が描かれており、他の子供たちとおやつをかけてバトルをするなど年相応の面を見せている。
ウラジミール・ヴォルコフ
ボーグの最高司令官。ザガートの部下であり、ボーグのブレーダーを使って聖獣の秘密を探らせた。野望達成のために最強のブレーダーを養成するセンターをセベロドビンスクに創り、そこに1,000人を超える人数の優れた身体能力を持つ子供たちを集めていた。
『RISING』では失踪しており、同時にボーグも消滅したことが語られている。後に再登場し、自らが運営する闇バトルをビジネスとして維持・拡大するためにユーリやタカオなどのスター選手の引き抜きを画策する。

### USA代表チーム / PPBオールスターズ / USAオールスターズ
世界選手権のアメリカ代表チームで、個々の選手がベイと共に、何らかのスポーツを得意としている。日本チームに敗れ、2回戦敗退。G・B・CではPPBオールスターズに。スティーブが抜け、新たにマックスとリックが加わった。この2人がレギュラーメンバーのようで、試合に出たのは2人だけである。
『RISING』のG・B・C IIではアメリカ地区代表「USAオールスターズ」として出場。
マイケル・ソマーズ
アメリカ特別編にて初登場。USAチームのエースで、得意とするスポーツはベースボール。誕生日は4月21日。左腕に付けたシューターを使い、ピッチングフォームでベイをシュートする。USAと描かれた帽子を被っている。明るい性格の上にかなりの自信家で、自称・全米No.1リトルリーガーであり、No.1ブレーダー。タカオ以上のお調子者で、勝利しては自分をアピールし、チームメイトに呆れられている。そそっかしい面もあり、ボストンで出会ったタカオをブレーダーギャングと思い込み、いきなりボールを投げつけた。誤解が解けてからは正義感のあるタカオを気に入り友人に。直後タカオに仕返しに来たブレーダーギャングを、2人で協力して撃退。タカオが世界選手権で戦うライバルだと知ると、大会まで我慢できずにバトルを行い、1対1で引き分けた。そして世界選手権2回戦に3番手で登場。マックスを下し、ライバルであるタカオとバトル。必殺技を繰り出すも、タカオの幻影爆風撃をくらってダウンしてしまい、チームは敗北。落ち込むメンバーをよそに、タカオに明るくエールを送った。その後ボーグの挑戦を受けて島に行くも、本拠目前でベイを破壊されてしまい、カイとレイの危機をタカオに教えた。
エディ・スミス
USA / PPBオールスターズの長身の少年。誕生日は2月9日。得意とするスポーツはバスケットボールで、ユニフォームを着ており背番号は9。バスケットボールを持っていることが多い。世界選手権2回戦の2番手で登場するも、スティーブ同様マックスに敗れる。予期せぬ2回戦敗退に肩を落としていた。その後ボーグの挑戦を受けて島に行くも、途中でベイを壊されてしまった。名字未登場。
スティーブ
USAチームの体格のいい少年。誕生日は4月26日。背番号は22。世界選手権2回戦に1番手で登場したが、マックスに敗れる。その後ボーグの挑戦を受けて島に行くも、途中でベイを壊されてしまった。
エミリー・ワトソン
USA / PPBオールスターズの眼鏡の少女。誕生日は2月21日。得意とするスポーツはテニス。調子に乗っているマイケルをチームメイトで唯一怒ったり、2回戦敗退に憤慨したりと、少々怒りっぽい性格。ボーグの挑戦を受けて島に行った際、敵の狙いがベイの破壊だといち早く気付き、チームメイトに注意を呼びかけたが自分のベイも破壊されてしまい、無線を通じさせてBBAに連絡を取った。名字未登場。
水原ジュディ（みずはら ジュディ）
マックスの母親であり、USA / PPBオールスターズの監督。アメリカ人。マックスと違い、流暢な日本語を操る。MITで宇宙物理学を学んだ。夫とマックスを残し単身赴任中。
『RISING』では娘を産み、親子4人で日本で暮らしている。
リック・アンダーソン
PPBオールスターズのメンバー。誕生日は5月2日。短気な性格。好物はアップルパイ。家は牧場を経営している。タカオたちがG・B・C第1戦が行われるアメリカを訪れた際に大地と出会い、勝手にアップルパイを食べた大地に怒りベイブレード勝負を挑むが、互角の勝負の末に意気投合する。G・B・CでのBBAレボリューション戦では、マックスとタカオの真剣勝負に水を差すまいと自らベイを止めて退場した。
『RISING』では16歳になっており、G・B・C IIシニア部門のアメリカ地区代表として出場。

### ユーロ代表チーム / マジェスティック4
激戦区のヨーロッパ予選を勝ち抜いてきた世界選手権の優勝候補。誇りなきバトルはできないと、実力者でありながらボーグの挑戦を受けず、島に行くヘリコプターに乗らなかった。
『RISING』のG・B・C IIではイギリス地区代表「マジェスティック4」として出場。
メンバーの名前の由来は当時活躍していたF1ドライバー。
ラルフ・ユルゲンス
ドイツ出身。誕生日は10月3日。誇り高い戦いを信条とする。一度野外試合でカイを破るも大会にてドランザーFを手にしたカイに敗北する。
名前の由来はラルフ・シューマッハ。
ジョニー・マクレガー
イギリス出身。誕生日は6月1日。世界選手権3回戦で中国チームにストレート勝ちし、世界のレベルの低さに苛立っていたときに、野良試合を仕掛けていたカイに遭遇。ラルフの制止も聞かず、退屈しのぎにバトルを受けるも期待外れに終わった。4回戦でタカオとバトルを始めた直後、ボーグが襲撃、イワンにサラマリオンを破壊される。口が悪く、ラルフに「うぜぇ」と言ったり、負けたカイをへなちょこ呼ばわりした。
名前の由来はジョニー・ハーバート。
ジャンカルロ・トルナトーレ
イタリア出身。誕生日は4月12日。チームメイトにはぐれブレーダーの噂を教えた。
名前の由来はジャンカルロ・フィジケラ。
オリビエ・ボーランジェ
フランス出身。誕生日は6月21日。世界選手権4回戦・日本vsユーロの1番手の予定だったが、カイの指名を受けたラルフと交代。ラルフがジョニー以外に苦戦しているのを見たことがなく、ラルフが完敗したことに呆然としていた。
名前の由来はオリビエ・パニス。

### 聖封士（セント・シールズ）
『RISING』のG・B・C IIでは東アフリカ地区代表「セント・シールズ」として出場。
オズマ
聖封士のリーダーの少年。誕生日は5月27日。四聖獣を守るためにあえてザガートに近付き、ザガートの手に渡る前に封印しようとしていた。ホビーショップ水原のベイスタジアムでユーリの銀狼、レイの白虎を封印し、ザガートタワーで青龍を封印しようとするもタカオとレイの合体必殺技に敗れ、ケインのサイバードラグーンにベイを破壊される。自分たちが聖獣を力として扱っているのに対し、タカオたちが聖獣と一体になってベイバトルをしていることを知り、聖獣の力を託すことを決めた。
G・B・C決勝を4人揃って観戦していた。
ユスフ
聖封士の小柄な少年。誕生日は1月24日。白虎を奪うため中国でレイに挑んだ。ザガートタワーで青龍を封印しようとするもタカオとレイの合体必殺技に敗れ、ケインのサイバードラグーンにベイを破壊される。
G・B・C決勝を観戦していた。
髪型はシャークフィンをイメージしている。
マリアム
聖封士の長髪の少女。誕生日は12月26日。玄武を奪うためアメリカでマックスに挑んだ。ザガートタワーで青龍を封印しようとするもタカオとレイの合体必殺技に敗れ、ケインのサイバードラグーンにベイを破壊される。
G・B・C決勝を観戦していた。
髪型はフォックステールをイメージしている。
ドゥンガ
聖封士の大柄の少年。誕生日は10月30日。他の聖封士の3人と違い1人だけ訛りがある。ザガートタワーで青龍を封印しようとするもタカオとレイの合体必殺技に敗れ、ケインのサイバードラグーンにベイを破壊される。
G・B・C決勝を観戦していた。
長老
聖封士の一族の長老。ザガートが悪の心をもって聖獣を利用しようとしていることを知り、ザガートが聖獣を手に入れる前に封印するようオズマたちに命じた。

### ザガート一味
『RISING』のG・B・C IIではケイン、ジム、サリマ、ゴウキがオーストラリア地区代表「AUSサイバー」として出場し、レオンが「ヴァイスクリーガー」として出場。
ケイン山下（ケイン やました）
ザガートの部下でIQ200の天才少年。日系オーストラリア人。誕生日は10月10日。左腕にパワーシューターを付けており、そこからベイブレードを撃ち出す。タカオたちに敗れた聖封士のベイブレードを破壊した。一度ドラグーンVに勝利するも生まれ変わり、V2となったドラグーンとタカオが発揮した聖獣の真の力に敗北。
G・B・C決勝を観戦していた。
ジム
ザガートの部下の小柄な少年。誕生日は9月23日。サリマ、ゴウキと共に朱雀、白虎、玄武を奪おうとするが、聖獣の真の力に敗れる。
サリマ
ザガートの部下の女の子。誕生日は11月29日。ジム、ゴウキと共に朱雀、白虎、玄武を奪おうとするが、聖獣の真の力に敗れる。
G・B・C決勝を観戦していた。名前未登場。
名前の由来はアフリカの地名サリマだが、国籍は設定されていない。
ゴウキ
ザガートの部下の少年。国籍は日本。誕生日は7月12日。ジム、サリマと共に朱雀、白虎、玄武を奪おうとするが、聖獣の真の力に敗れる。名前未登場。
ZO（ゼオ） / レオン
最強のブレーダー戦士ZOとして教育されたザガート博士の息子レオン。誕生日は7月29日。ヴァイオリンが得意なようでタカオと出会ったときはタカオのために作曲した鎮魂曲を奏でており、ベイバトルではリズミカルな攻撃を繰り出してくる。父であるザガートのためにバトルをしていたが、タカオとのバトルで自分のブレーダー魂に気付き、自分のために楽しんでバトルをし、ドラグーンの新たな力に敗れる。しかしその姿がザガートを改心させ、タカオに感謝し父と共に去っていった。
G・B・C決勝ではタカオの応援をしていた。
当初はザガートの死んだ子に似せて作られた人造人間の予定だったが変更となり、その設定はアニメ版で活かされることになった。
ザガート
闇のベイブレード開発者で、ヴォルコフやケインたちのボス。四聖獣の力を手に入れ、事故で亡くなった最愛の息子・ゼオをよみがえらせようとしていた。ゼオの弟である息子のレオンを最強のブレーダー戦士・ZOとして教育し、ボーグを使い聖獣の秘密を探り、聖封士による聖獣狩りを行った。それと並行してキョウジュを利用し四聖獣のデータを入手、そのデータを使ったケインたちのサイバーベイブレードで四聖獣の戦闘データを収集し、その全てをZOにフィードバックした。ZOを道具のように扱っていたが、タカオとZOのバトルで自分のブレーダー魂に身を任せ、生き生きとバトルするレオンを見て自分の愚かさに気付き、改心した。

### fサングレ（エフェサングレ） / Fサングレ+M
G・B・CのヨーロッパA地区代表。スペイン出身のフェルナンデス姉弟。第1戦のアメリカ大会でバルテズソルダを破るが、第2戦での地元スペイン大会でBBAレボリューションに敗れる。
『RISING』のG・B・C IIではマチルダを加え、スペイン地区代表「Fサングレ+M（エメ）」として出場。
チーム名の由来はフェルナンデス家（f）の血統（Sangre）。
ラウル・フェルナンデス
ジュリアの弟。誕生日は5月21日（ふたご座）。フェルナンデス家の血を引いていることに誇りを持っている。
祖父であるパブロの工房でタカオたちに出会い、パブロにベイブレードを作って欲しいというタカオを2度と近づけさせないため、古工場を先に通り抜けたほうが勝ちというスピードレース勝負を行う。フレイムペガサスに障害をジャンプさせてタカオを引き離すも、新エンジンをセットしていたドラグーンGに追い抜かれて焦り、ロングジャンプで一気にゴールを決めようとする。しかしフレイムが突風に煽られてバランスを崩し、鉄筒に衝突。その鉄筒が倒れて激突した壁が壊れ、下敷きになりそうになるが、ドラグーンGが瓦礫を砕き、タカオに突き飛ばされて助けられる。勝利を捨て、ドラグーンGを壊してまで自分を助けたタカオを「それでもブレーダーか」と責めるが、「ブレーダーだからこそ助け合う」というタカオの言葉に衝撃を受ける。その後G・B・CでBBAレボリューションとバトルを行い、タカオの新たなベイ・ドラグーンGTがパブロに作ってもらったものだと知り怒りを露わにするが、正々堂々のバトルの末タカオと大地に敗れ、祖父がなぜタカオを認めたのかを理解した様子。
ジュリア・フェルナンデス
ラウルの姉。誕生日は5月21日（ふたご座）。弟のラウルに対して彼女のベイブレードは雷を利用し、コンビネーション技「炎雷勇撃（フェルサバリエンテ）」を繰り出す。
ロメロ
fサングレの監督。1コマしか登場しておらず、名前も未登場。

### バルテズソルダ
G・B・CのヨーロッパB地区代表。バルテズ監督が世界を渡り歩いてスカウトしたブレーダーで作られた寄せ集めチーム。
『RISING』のG・B・C IIではミハエル、クロード、アーロンが「ヴァイスクリーガー」として出場し、マチルダが「Fサングレ+M」として出場。
名前の由来はバルテズの兵士（Soldat）。
ミハエル・カーン
バルテズソルダのリーダー的少年。誕生日は11月12日。第1戦・第2戦共に惨敗し、世界のレベルを痛感。どん底にいたところでHMSを手にし、その怪物の力（モンスターパワー）の闇の部分の虜になってしまい、どんな卑怯な手段を使ってでも勝利を追い求めるように。第3戦のネオボーグ戦ではベイに仕込んだ鉤爪（フック）で速攻を仕掛けてきたユーリのウルボーグとボリスのファルボーグ、両方の鋼鉄のアタックリングを切断し勝利した。その試合の直後に次の対戦相手であるBBAレボリューションを動揺させるため、覆面で顔を隠し襲撃。バイフーズ戦で傷ついていたドラグーンを倒し、破壊しようとするもカイのドランザーMSに邪魔され、正体を明かす。第4戦でも鉤爪を使用し、マチルダの説得を聞き入れずガイアドラグーンもろともヘッジホッグを破壊。仲間を犠牲にし、もう後戻りできないとスタジアム内の柱を倒して勝とうとする。世界チャンピオンになれば仲間も分かってくれるはずと、鉤爪をしまうことなくドラグーンに向かって行くが、破壊したガイアドラグーンのアタックリングにより鉤爪を封じられ、タカオと大地の仲間の力の前に敗北。武神風撃で吹き飛ばされてしまう。吹き飛ばされた自分に駆け寄ってきたマチルダに心配してくれるのかと問い、仲間だからと答えられ目を覚ます。次は正々堂々と自分たちのバトルをするとBBAレボリューションに約束した。
名前の由来はF1ドライバーのミハエル・シューマッハ。
マチルダ
バルテズソルダ紅一点。国籍はイギリス。誕生日は5月18日（おうし座）。髪の2本のアホ毛がトレードマークで、頭にゴーグルをつけている。第1戦のfサングレ戦にミハエルと共に出場し、敗北。
覆面で顔を隠してBBAレボリューションを襲撃した際、1人でキョウジュを押さえつけ、ドラグーンが傷つくのを見て笑っていた。
第4戦のBBAレボリューション戦にミハエルと共に出場。ミハエルのデスガーゴイル同様ベイに鉤爪を仕込んでおり、ガイアドラグーンを傷つけるが、ボロボロになりながらも自分のバトルを貫く大地の姿に以前の自分たちを思い出し、目を覚ます。鉤爪をしまい、以前のように正々堂々とバトルをしようとミハエルを説得するも聞き入れられず、ガイアドラグーンもろともピアスヘッジホッグを破壊されてしまう。その後ミハエルがタカオに敗れ、敗北。武神風撃で吹き飛ばされたミハエルを心配し、駆け寄った。
デザインのモデルおよび名前の由来は映画『レオン』でナタリー・ポートマンが演じたマチルダ。
クロード・デュガリー
バルテズソルダの長身の少年。誕生日は10月22日。第3戦のネオボーグ戦に出場し、何もせずに勝利。その直後に覆面で顔を隠してBBAレボリューションを襲撃した際、アーロンと共に大地を押さえつけ、ドラグーンが傷つくのを見て笑っていた。BBAレボリューションとのバトルで目を覚まし、武神風撃で吹き飛ばされたミハエルを心配し、駆け寄った。名前未登場。
アーロン
バルテズソルダのドレッドヘアーの少年。帽子をかぶっている。誕生日は4月27日。覆面で顔を隠してBBAレボリューションを襲撃した際、クロードと共に大地を押さえつけ、ドラグーンが傷つくのを見て笑っていた。BBAレボリューションとのバトルで目を覚まし、武神風撃で吹き飛ばされたミハエルを心配し、駆け寄った。名前未登場。
バルテズ
バルテズソルダの監督で、眼鏡の男性。1コマしか登場しておらず、名前も未登場。

### その他の登場人物
マサル
タカオの友だち。少し強いだけで調子に乗っているタカオが鼻についていたが、屋上から落下しそうになった自分のベイブレードを、我が身を省みずキャッチしてくれたタカオの姿に考えを改める。タカオが鼻でかシェルキラーにリベンジする際、タカオの勝利を信じ、自分のベイを預けた。
ホビーのマルイに在るベイスタジアムで遊んでいたところをボーグに襲われ、ユーリにベイブレードを破壊される。ボーグの狙いがタカオと知り、タカオを探してBBAベイブレード開発所に無断で入り込み、ボーグを倒して欲しいと頼んだ。
ケン太（ケンた）
特別編で鼻でかシェルキラーにベイブレードを取られ、タカオたちのもとに駆け込んできた眼鏡の少年。
本編でマサルと共にベイブレード開発所に無断で立ち入った少年も眼鏡を掛けていたが、髪形が異なり、名前も呼ばれていないため、同一人物かは不明。
木ノ宮龍之介（きのみや りゅうのすけ）
タカオと仁の祖父。龍心剣道場の師範代。タカオからは「じっちゃん」と呼ばれている。「気を集め、心に龍を宿し敵をうつ」という木ノ宮一族に代々伝わる必殺剣術「龍心剣」の修行をタカオにやらせており、タカオのスピードとコントロールの良さはそれによって培われている。スーパーバトルトーナメント決勝戦でタカオの応援に駆けつけ、その際にジンを見てすぐに仁だと気付いた。名前未登場。
木ノ宮龍也（きのみや たつや）
タカオと仁の父。考古学者であり、世界中の遺跡を発掘調査している。名前と顔は原作では出ていなかったが、『RISING』で登場している。G・B・C II開始時には日本に滞在していた。
木ノ宮良恵（きのみや よしえ）
タカオの母。故人。木ノ宮家の嫁で、道場の花壇に咲いている花が好きだった。
水原太郎（みずはら たろう）
マックスの父。ホビーショップ水原を経営している。大地の父・大悟郎とは幼馴染みで、アメリカに出立する前に墓参りに寄っていた。名前未登場。
大転寺小五郎（だいてんじ こごろう）
ベイブレードの開発とブレーダーの育成を目的とした公式委員会BBA（ベイブレード・バトル・アソシエーション）の会長。
デザインのモデルはドラマ『名探偵ポワロ』でデヴィッド・スーシェが演じたエルキュール・ポアロ、名前の由来は明智小五郎。
ブレーダーDJ
頭のバンダナが特徴の、ブレーダーの兄貴分。BBA主催の大会で実況などを行う。
ミスターB
長髪で眼鏡の色黒の男性で、ジンと共にスピンギアシステムを創ったBBAの開発者。タカオは初めて会った気がしなかったが、正体は謎。
火渡進（ひわたり すすむ）
カイの父で、BBAの主任。会社よりもベイブレードを選び、家族のもとを離れた。スーパーバトルトーナメント決勝で姿を見せ、試合を終えたカイにドランザーSを手渡す。
『RISING』では非主流素材（フリンジマテリアル）を新開発し、タカオのドラグーンFとカイのドランザーFを作成する。火渡ベイブレード研究所でハナという犬を飼っており、カイとの仲も良好になっている。
火渡宗一郎（ひわたり そういちろう）
カイの祖父。日本を代表する巨大企業、火渡エンタープライズの会長兼社長。会社よりもベイブレードを選んだ息子を負け犬と呼んだ。スーパーバトルトーナメント決勝に現れ、ベイブレードをコマ遊びと呼び、跡取りであるカイにやめさせようとするが、進に止められる。
『RISING』では仮病を使い、カイに後を継がせるために研修生として会社の仕事をさせる。カイがタカオとバトルする際は止めようとしていたが、2人のバトルを見て子供時代のことを思い出し、最後はカイの勝利に大喜びしていた。
名前の由来は本田技研工業の創業者・本田宗一郎。
美咲（みさき）
カイの母であり、火渡家に嫁いだ進の妻。名前は『RISING』で判明。
ゼオ
ザガートの息子でレオンの兄。交通事故により10年前に死去。弟と同様、ヴァイオリンをやっていた。
パブロ・フェルナンデス
ジュリア&ラウル姉弟の祖父。スペイン在住で、ベイブレード作りにおいて世界一の職人と呼ばれている。
ケン・ダイバ
G・B・C運営委員会の総裁。かつて幻の世界チャンピオンと呼ばれていた伝説のブレーダー。
リオ
ブラジル代表チームの一人。世界選手権第1ステージ（ファーストステージ）の1回戦・日本vsブラジルに3番手として登場、レイと戦うが敗北し、これによりブラジルチームはストレート負けで1回戦敗退となる。
ラッジェ
ブラジル代表チームの一人。1回戦に1番手で登場するも、あっけなくレイに敗れた。
木ノ宮マコト（きのみや マコト）
タカオの息子。父に似て熱血な性格の少年。容姿もそっくりである（レイいわく「あのころのだれかさん（タカオのこと）と同じ真っすぐな目をしている」）。
火渡ゴウ（ひわたり ゴウ）
カイの息子。クールな戦いを見せるマコトの良きライバルで、父に似て、頬にはペイントを施している。
リン
レイとマオの娘。母に似て気が強く、父に似てベイの腕も良い少女。「小さい」と言った大地の足にキックを炸裂させた。

### 外伝の登場人物
皇大地（すめらぎ だいち）
#主な登場人物 を参照
皇大悟郎（すめらぎ だいごろう）
大地の父。故人。村人が日本一と言うほどのきこりで、落ちてくる丸太から他の人たちを守るため、自ら下敷きになり亡くなった。昔から心優しく、正義感の強い元気に溢れた少年だったらしい。
皇凛子（すめらぎ りんこ）
大地の母。村の人々からはお凛さんと呼ばれている。父との約束を果たすため、1人村を出て行く大地を笑顔で見送った。
獅子剣之介（しし けんのすけ）
刀型シューターを使う侍ブレーダー。一人称が「せっしゃ」、語尾が「〜ござる」など侍のような口調で喋る。剣の道を志し、弟の天丸と共に修行していた。大地との勝負を無用な試合と断るが、弟を危険な目に合わされたためバトルを受け、必殺技を使うまでもなく圧勝。ガイアドラグーンを分解した。その後厳しい修行を行った大地と再戦。大地が修行により会得した必殺技・光輪刃断の前に敗れ、ライバルと認める。ベイブレードは剣の修行の一環に過ぎなかったが、大地に負けてからは弟を連れ、ベイブレー道を極める修行の旅へ。
本編のG・B・C日本予選Bブロック決勝に登場。タカオに敗れる。
G・B・C決勝には弟と共に大地の応援に駆けつけた。
使用ベイブレード：ガーディアンドライガー
フリー回転刃のついたベイブレード。高速回転で岩をも切断する力を持つ。ドライガーとあるがレイのドライガーとの関係は不明。
必殺技は獅子王剣奥技「風牙斬り」。
獅子天丸（しし てんまる）
剣之介の弟。一人称は「ぼく」、語尾は「〜でし」で兄と違って侍口調ではない。剣之介が作ってくれたベイ・サンダードラゴンを手に、自身初試合となる大地とのバトルに挑むも、普段とは別人のような気迫に圧されあっさり敗北。兄の期待に応えられず悔し涙を流すが、剣之介の言葉を受け、大地に再戦を申し込む。すぐに負けるも立ち向かい続け、一勝もできないまま疲れきって眠ってしまった。だがその姿が大地に夢を思い出させることとなった。
本編のG・B・C決勝には兄と共に大地の応援に駆けつけた。
十文字ヒカル（ともんじ ヒカル）
屋内外問わず常にローラーブレードを履いているブレーダー。ルックスがよく明るい性格であり、ファンの女の子が沢山いる。広い庭に噴水や天使の像があったりと家は金持ち。自分を負かした大地をライバルと認め、大地が自信を失くした際わざと挑発し、やる気を出させたりした。キョウジュとは知り合いで、よくベイブレードの情報を交換している。G・B・C日本予選Aブロック準決勝にてカイに敗れ、代表の座を逃す。
本編のG・B・C決勝には大地の応援に訪れた。
使用ベイブレード：スパイクリザード
アタックリングに4個、ブレードベースに2個のローラーがついたベイブレード。ローラーを使って攻撃をいなすほか壁を駆け上るなどあらゆる環境を想定して設計されている。迷彩柄のボディは草に紛れて姿を消すこともできる。マモルが勝手に持って行った未完成品にはローラーがないが、この時点で並みのベイを凌駕している。
必殺技は迷彩迫撃、RRアタック。
十文字マモル（ともんじ マモル）
ヒカルの弟。友だちに自慢しようと兄・ヒカルの未完成だったスパイクリザードを勝手に持ち出し、にせ大地に奪われてしまう。
にせ皇大地
本名不明。大地とのベイバトルで負けて以来、自ら「皇大地」を騙り大地の戦い方を研究するとともに強いベイブレードを探しては盗んでいた。マモルから盗んだ未完成のスパイクリザードを使い、勝つことで大地に復讐しようとするが再び敗北し、盗んだベイブレードを持って逃げようとするがヒカルに捕まった。
ラムダ
タカオと大地がアメリカで出会った占い師ブレーダー。砂漠の民の出身で、一族の秘宝であるデザートスフィンクサーの力を試すため、大地とバトルする。バトルの前に行った占いが大地にヒントを与えてしまい敗北。このバトルで世界のレベルの高さを知ることができたと満足し、BBAレボリューションの活躍を祈り、去っていった。タカオと大地の名前は占いではなく、G・B・Cのガイドブックを読んで知っていた。
本編のG・B・C決勝には観戦に訪れていたがこのシーンで大地を応援していなかったのは外伝のキャラクターではラムダのみ。
使用ベイブレード：デザートスフィンクサー
ラムダの一族の秘宝である黄金でできたベイブレード。軸先のカッターで砂を書き上げ、アタックリングで起こした竜巻に乗せて砂嵐を起こすことができる。
必殺技は砂嵐災撃。
山田（やまだ）
ホビーショップヒロヤで行われた第8回ベイブレードバトル大会の決勝戦で、対戦相手のケン太に卑怯な手を使い優勝した。この大会が行われた町で一番のブレーダーチームに所属しており、チーム5人で大地に挑むも敗北し、その後は大地を「親分」と慕うようになる。しかし、大地がレイに負けた際、大地のもとに残ったのは山田を含めた3人だけ。チーム全員が「TOPCAT」と書かれたTシャツを着ているが、チーム名かどうかは不明。蛭田にリベンジし、日本一になるため町を出る大地を引き止めようとするも、蛭田に止められる。
G・B・C日本予選には大地の応援に駆けつけた。
ケン太
ホビーショップヒロヤで行われた第8回ベイブレードバトル大会の決勝戦で山田と対戦するが、シュートミスにより敗北した。愛称は「ケンちゃん」。
タカオの友だちの「ケン太」との関係は不明。
リックの父
リックと違い大らかな性格で、誤ってトラックの荷台に乗り込み、荷台に積んであった食料を食べ尽くしてしまった大地を笑って許した。名前未登場。

### 『RISING』の登場人物
ベイブレー太（ベイブレーた）
ベイブレードの非公認ゆるキャラ。
シャルロット
生まれたばかりのマックスの妹。
月（つき） / 鏡睦月（かがみ むつき）
無邪気さと狂気を併せ持つブレーダー。3段階に変形するキメラベイ・ブラッディムーンを使用する。派手なファッションに身を包む少年だが、中性的な容姿のため女性と間違われることがある。かつてカイの父・火渡進と共にベイブレードの研究をしていた鏡陽一の弟・鏡睦月だが、「月」と名乗っている。兄は殻に閉じこもっていた自分にベイブレードの楽しさを教えてくれた恩人だったが、実験中の事故で陽一が死んだために進と彼が作ったフリンジベイブレード（ドラグーンF、ドランザーF）を逆恨みしている。G・B・C II一次予選でカイに敗れた後は、キメラパワーを求めるカイにキメラの全てを譲った。
青木がアニメ第3期『Gレボリューション』のためにデザインした女性キャラクター（アニメには未登場）が基になっている。
鏡陽一（かがみ よういち）
火渡進と共にベイブレードを開発していた青年。ベイに対する考えの相違から進と対立し、彼を見返すために攻撃力を追求したキメラベイブレードを作り続けていたが、実験中の事故で命を落とす。
海原リナ（うみはら リナ）
陽一の研究助手であり婚約者だった女性。月からは「海」と呼ばれている。未完成のまま封印されたキメラ技術を復活させ、月にキメラベイを与えた。G・B・C IIで月がカイに敗れた後、カイの要望で外装をキメラ素材でコーティングし、攻撃力を200%アップさせたドランザーFキメラを開発する。
イリーナ・ゴルべヴァ
ロシア・ベイブレード協会理事長であり、ゴルべヴァ子供養育センターの経営者。国や企業からの支援金を得るために養育センターをアピールしようとしており、ユーリたちからは守銭奴だと思われているが、全てはセンターの子供たちのためを思ってのこと。
ヨハン
G・B・C IIに出場したオスログッテルのメンバー。2回戦ロシア大会でバイフーズのライと対戦し敗れる。
トーマス
G・B・C IIに出場したベルギーのブレーダー。ロシア大会で行われた個人戦でタカオと対戦し敗れる。
レギーナ・ハーゼ
ヴォルコフの娘。「ヴォルコフの意志を継ぐ者」を名乗り、父と共に闇バトル「D・B・B（ダークネスベイバトル）」を運営する。国籍はドイツ・ロシア、年齢は14歳、誕生日は12月9日。分離型ベイブレード・ヴォルパーティンガーを使用する。G・B・C II決勝戦直前に現れ、タカオたちBBAライジングをD・B・Bにスカウトしようと企むが、真の目的はユーリを倒すことであり、彼を誘いだすために当初はヴォルコフのマスクを被っていた。ヴォルコフが育てた最強戦士であるユーリを倒すことで自分の強さを知らしめようとするが、タカオとユーリの合体技の前に敗れる。その後、自分自身のベイブレードをするために父と袂を分かち、母レギーナと共にドイツ国内でベイブレードプロリーグを発足する。
エミリア・ハーゼ
レギーナの母であり、ドイツ ベイブレード機構「DBL（Deutsche-Beyblade-Liga）」の創設者の1人。ヴォルコフによると、レギーナの負けん気の強さは母親譲りだという。

## 登場ベイブレード
未登場のものも数多く存在する。
| キャラクター（聖獣）                                      | キャラクター（聖獣）                             | キャラクター（聖獣）                                      |
| --------------------------------------------------------- | ------------------------------------------------ | --------------------------------------------------------- |
| 使用ベイブレード                                          | 必殺技                                           | 備考                                                      |
| 木ノ宮タカオ（青龍）                                      |                                                  |                                                           |
| アルティメットドラグーン                                  | 青龍旋風破（ドラゴントルネード）                 |                                                           |
| アルティメットドラグーン                                  | ダイナマイトループアタック                       |                                                           |
| アルティメットドラグーン                                  | ウォータージェットストーム                       |                                                           |
| ドラグーンGA（-グリップアタッカー）                       | バニシングアタック                               |                                                           |
| ドラグーンGA（-グリップアタッカー）                       | バニシングストーム                               |                                                           |
| ドラグーンS（-ストーム）                                  | ストームアタック                                 |                                                           |
| ドラグーンF（-ファントム）                                | 幻影爆風撃（ファントムハリケーン）               |                                                           |
| ドラグーンV（-ビクトリー）                                | 勝利竜巻（ビクトリートルネード）                 |                                                           |
| ドラグーンV（-ビクトリー）                                | 竜巻連射爪（トルネードクロー）                   | レイとの合体技。                                          |
| ドラグーンV2（-ビクトリーツー）                           | 超勝利竜巻（ハイパービクトリートルネード）       |                                                           |
| ドラグーンG（-ギャラクシー）                              | 銀河旋風撃（ギャラクシーストーム）               |                                                           |
| ドラグーンGT（-ギャラクシーターボ）                       | 銀河爆旋風弾（ギャラクシーターボツイスター）     |                                                           |
| ドラグーンMS（-メタルストーム）                           |                                                  |                                                           |
| ドラグーンMS アルティメットバージョン（-メタルストーム-） | 武神風撃（アルティメットストーム）               |                                                           |
| 火渡カイ（朱雀）                                          |                                                  |                                                           |
| フロスティックドランザー                                  | スピンファイヤーボム                             |                                                           |
| ドランザーACB（-オートチェンジバランサー）                | スピンファイヤーボム                             |                                                           |
| スピンアックスショット                                    |                                                  |                                                           |
| ファイヤーアロー                                          |                                                  |                                                           |
| ドランザーS（-スパイラル）                                | 旋炎矢弾（スパイラルアロー）                     |                                                           |
| ドランザーF（-フレイム）                                  | 旋炎矢弾（スパイラルアロー）                     |                                                           |
| 斬炎剣（フレイムセイバー）                                |                                                  |                                                           |
| ドランザーV（-ボルケーノ）                                | 爆炎放射（ボルケーノエミッション）               |                                                           |
| ドランザーV2（-ボルケーノツー）                           | 超爆炎放射（ボルケーノエクセレントエミッション） |                                                           |
| ドランザーG（-ギグス）                                    | 暗殺爆炎（ブレイジングギグス）                   |                                                           |
| ドランザーGT（-ギグスターボ）                             | 爆撃烈火斬（フレイムギグスターボ）               |                                                           |
| ドランザーGT（-ギグスターボ）                             | 逆回転烈火斬（リバースフレイムギグス）           |                                                           |
| ドランザーMS（-メタルスパイラル）                         | 武神風撃（アルティメットストーム）               | タカオの技。                                              |
| ドランザーMS（-メタルスパイラル）                         | 爆風炎撃（ジ・エンド オブ ファイアー）           |                                                           |
| 水原マックス（玄武）                                      |                                                  |                                                           |
| プロトシエル                                              |                                                  |                                                           |
| ドラシエルMBD（-メタルボールディフェンサー）              |                                                  |                                                           |
| ドラシエルS（-シールド）                                  | 水撃門（ウェーブゲート）                         |                                                           |
| ドラシエルF（-フォートレス）                              | 水撃要塞（フォートレスディフェンス）             |                                                           |
| ドラシエルV（-バイパー）                                  | 玄武障壁（バイパーウォール）                     |                                                           |
| ドラシエルV2（-バイパーツー）                             | 玄武重障壁（ヘビーバイパーウォール）             |                                                           |
| ドラシエルG（-グラビティ）                                |                                                  |                                                           |
| ドラシエルMS（-メタルシールド）                           | 究極水障壁（アクアシールド）                     |                                                           |
| コン・レイ（白虎）                                        |                                                  |                                                           |
| ドライガーS（-スラッシュ）                                | 白虎爪撃（タイガークロー）                       |                                                           |
| ドライガーF（-ファング）                                  | 白虎牙撃（タイガーファング）                     |                                                           |
| ドライガーV（-バルカン）                                  | 白虎連射爪（バルカンクロー）                     |                                                           |
| ドライガーV（-バルカン）                                  | 竜巻連射爪（トルネードクロー）                   | タカオとの合体技。                                        |
| ドライガーV2（-バルカンツー）                             |                                                  |                                                           |
| ドライガーG（-ガトリング）                                | ダブルアタック                                   | ライとの合体技。                                          |
| ドライガーG（-ガトリング）                                | 連射牙撃（ガトリングファング）                   |                                                           |
| ドライガーMS（-メタルスラッシュ）                         | 神仙白虎拳（しんせんびゃっこけん）               | 牙族奥技。                                                |
| キョウジュ                                                |                                                  |                                                           |
| アインシュタインMS（-メタルスプリング）                   | 蛙飛蹴（フロッグキック）                         |                                                           |
| 皇大地（黄龍）                                            |                                                  |                                                           |
| ガイアドラグーン                                          | 弾丸アタック（だんがん-）                        |                                                           |
| ガイアドラグーン                                          | 光輪刃断（コーリングカッター）                   |                                                           |
| ガイアドラグーンV（-バースト）                            | 轟転刃断（バーストカッター）                     |                                                           |
| ガイアドラグーンG（-グレート）                            | 豪転刃断（グレートカッター）                     |                                                           |
| ガイアドラグーンMS（-メタルスパイク）                     | 爆狂刃断（スパイクソー）                         |                                                           |
| チェン・ライ（黒獅子）                                    |                                                  |                                                           |
| ガルオン                                                  | 暗黒雷（ダークライトニング）                     |                                                           |
| ガルオン                                                  | 暗黒雷連射（ダークライトニングバルカン）         |                                                           |
| ガルオン2                                                 | ダブルアタック                                   | レイとの合体技。                                          |
| ガルオンMS                                                | 最終雷爆（ファイナルライトニング）               |                                                           |
| ガオウ（熊）                                              |                                                  |                                                           |
| ガルズリー                                                | 鋼熊斧斬（ベアーアックス）                       |                                                           |
| ユーリ・イヴァノーフ（銀狼）                              |                                                  |                                                           |
| ウルボーグ                                                | ブリザローグ                                     |                                                           |
| ウルボーグ2                                               | 闘神氷弾（ヴァイナローグ）                       |                                                           |
| ウルボーグ4                                               | 真闘神氷撃（ノーヴァエ・ローグ）                 |                                                           |
| ウルボーグMS（-メタルサバイブ）                           |                                                  |                                                           |
| ボリス・クズネツォーフ（隼）                              |                                                  |                                                           |
| ファルボーグ2                                             |                                                  |                                                           |
| セルゲイ（鯨）                                            |                                                  |                                                           |
| シーボーグ                                                | ヴォダーインパクト                               |                                                           |
| シーボーグ2                                               | 恐鯨潮弾（ストラモーリエ）                       |                                                           |
| イワン・パホーフ（蛇）                                    |                                                  |                                                           |
| ワイボーグ                                                | 砂蛇縛撃（サンドバインド）                       |                                                           |
| マイケル・ソマーズ（ワシ）                                |                                                  |                                                           |
| トライグル                                                | ジャンピングアタック                             |                                                           |
| トライグル                                                | ハイパージャンピングアタック                     |                                                           |
| リック・アンダーソン（バイソン）                          |                                                  |                                                           |
| ロックバイソン                                            | 岩石落とし（ドロップロック）                     |                                                           |
| ラルフ・ユンゲンス（グリフォン）                          |                                                  |                                                           |
| グリフォリオン                                            | 翼風剣舞（ウイングダガー）                       |                                                           |
| ジョニー・マクレガー（サラマンダー）                      |                                                  |                                                           |
| サラマリオン                                              |                                                  |                                                           |
| オズマ（黒豹）                                            |                                                  |                                                           |
| フラッシュレオパルド                                      | 十字砲火（クロスファイアー）                     |                                                           |
| フラッシュレオパルド                                      | 四方封印陣（カルテットシーリング）               | 聖封士4人（オズマ、ユスフ、マリアム、ドゥンガ）で行う技。 |
| フラッシュレオパルド2                                     | 聖火砲弾（セイクリッドファイア）                 |                                                           |
| ケイン山下（デジタル青龍）                                |                                                  |                                                           |
| サイバードラグーン                                        | 幻影爆風撃（ファントムハリケーン）               |                                                           |
| サイバードラグーン                                        | 完全消去（パーフェクトデリート）                 |                                                           |
| ジム（デジタル玄武）                                      |                                                  |                                                           |
| サイバードラシエル                                        | 玄武障壁（バイパーウォール）                     |                                                           |
| サリマ（デジタル白虎）                                    |                                                  |                                                           |
| サイバードライガー                                        |                                                  |                                                           |
| ゴウキ（デジタル朱雀）                                    |                                                  |                                                           |
| サイバードランザー                                        |                                                  |                                                           |
| ZO/レオン（ケルベロス）                                   |                                                  |                                                           |
| バーニングケルベロス                                      | 疾風鎖縛（チェーンストーム）                     |                                                           |
| バーニングケルベロス                                      | 烈火鎖縛（チェーンフレイム）                     |                                                           |
| バーニングケルベロス                                      | 迅雷鎖縛（チェーンサンダー）                     |                                                           |
| バーニングケルベロス                                      | 暗黒鎖縛（ダークネスチェーン）                   |                                                           |
| ラウル・フェルナンデス（ペガサス）                        |                                                  |                                                           |
| フレイムペガサス                                          | ツインズアタック                                 | ジュリアとの連携技。                                      |
| フレイムペガサス                                          | 炎雷勇撃（フエルサバリエンテ）                   | ジュリアとの連携技。                                      |
| ジュリア・フェルナンデス（ペガサス）                      |                                                  |                                                           |
| サンダーペガサス                                          | ツインズアタック                                 | ラウルとの連携技。                                        |
| サンダーペガサス                                          | 炎雷勇撃（フエルサバリエンテ）                   | ラウルとの連携技。                                        |
| ミハエル・カーン（ガーゴイル）                            |                                                  |                                                           |
| デスガーゴイルMS（-メタルスクリーム）                     | 魔人爪痕（デモンスクラッチ）                     |                                                           |
| マチルダ（ハリネズミ）                                    |                                                  |                                                           |
| ピアスヘッジホッグ                                        |                                                  |                                                           |
| 蛭田マコト                                                |                                                  |                                                           |
| スピンカッター                                            |                                                  |                                                           |
| ゼファーXJ（-エックスジェイ）                             |                                                  |                                                           |
| 鈴鹿、筑波、茂木                                          |                                                  |                                                           |
| 不明                                                      | トライアングルアタック                           | 3人の連携技。                                             |
| 獅子剣之介                                                |                                                  |                                                           |
| ガーディアンドライガー                                    | 風牙斬り（ふうがぎ-）                            | 獅子王剣奥技。                                            |
| 獅子天丸                                                  |                                                  |                                                           |
| サンダードラゴン                                          |                                                  |                                                           |
| 十文字ヒカル                                              |                                                  |                                                           |
| スパイクリザード                                          | 迷彩追撃（ステルスボンバー）                     |                                                           |
| スパイクリザード                                          | RRアタック（ローリングローラー-）                |                                                           |
| ラムダ                                                    |                                                  |                                                           |
| デザートスフィンクサー                                    | 砂嵐災撃（サンダーストーム）                     |                                                           |
| リオ                                                      |                                                  |                                                           |
| ピラニオン                                                | ピラニアンアタック                               |                                                           |
| ラッジェ                                                  |                                                  |                                                           |
| ピラニオン                                                |                                                  |                                                           |

## 書誌情報

### 爆転SHOOT ベイブレード
- 『爆転シュート外伝 ベイブレード大地』は6巻から13巻まで本編と並行する形で収録されている。

- 青木たかお『爆転SHOOT ベイブレード』、小学館〈てんとう虫コロコロコミックス〉、全14巻
  1. 2000年1月28日発売、ISBN 4-09-141403-6
  2. 2000年7月28日発売、ISBN 4-09-141404-4
  3. 2000年12月25日発売、ISBN 4-09-141405-2
  4. 2001年6月28日発売、ISBN 4-09-141406-0
  5. 2001年11月28日発売、ISBN 4-09-141407-9
  6. 2002年2月28日発売、ISBN 4-09-141408-7
  7. 2002年7月27日発売、ISBN 4-09-141409-5
  8. 2002年10月28日発売、ISBN 4-09-141410-9
  9. 2003年2月28日発売、ISBN 4-09-141429-X
  10. 2003年6月28日発売、ISBN 4-09-141430-3
  11. 2003年9月27日発売、ISBN 4-09-143131-3
  12. 2003年12月24日発売、ISBN 4-09-143132-1
  13. 2004年5月28日発売、ISBN 4-09-143133-X
  14. 2004年7月28日発売、ISBN 4-09-143134-8

### 爆転SHOOT ベイブレード RISING
- 青木たかお『爆転SHOOT ベイブレード RISING』、小学館〈コロコロアニキコミックス〉、全4巻
  1. 2017年12月12日発売、ISBN 978-4-09-142580-5
  2. 2019年4月11日発売、ISBN 978-4-09-143018-2
  3. 2020年11月12日発売、ISBN 978-4-09-143247-6
  4. 2021年8月11日発売、ISBN 978-4-09-143335-0

## ストーリー

### VS シェルキラー〜スーパーバトルトーナメント
タカオは、練習を積み重ねベイブレードバトルトーナメントに出場。決勝まで勝ち上がり、シェルキラーの蛭田と対戦。卑怯な手を使われるも勝利。優勝を喜ぶタカオだったが、シェルキラーに目を付けられてしまう。後日キョウジュがシェルキラーに連れて行かれるのを目撃したタカオは、それを追いかけてアジトへ。シェルキラー四天王を下し、キョウジュの敵討ちを果たす。そこに現れたシェルキラーのボス、火渡カイ。ドラグーンを寄越せと言うカイとバトルするも、ドラグーンが壊れてしまう。ジンの助言もあり、ドラグーンを復活させたタカオは、打倒カイに向け練習に励む。
ベイブレードの日本一を決める大会・スーパーバトルトーナメントの開催を知ったタカオは、キョウジュ、新たなライバル・マックスと共に大会に出場。元シェルキラー四天王や中国から来たブレーダー・レイを破り、決勝に勝ち進んだタカオは、同じくキョウジュ、マックスを破って勝ち上がったカイと激突。激戦の末タカオが勝利を収める。

### 牙族〜ボーグ襲来
スーパーバトルトーナメント優勝記念で、仁に連れられ中国山東省を訪れたタカオたち。そこで出会った牙族は一人村を出て行ったレイを裏切り者と呼び、敵意を剥き出しにする。レイと決着を付けたいライの挑戦を、代わりに受けるタカオ。ライがタカオに敗れた後、牙族はレイの気持ちを知り和解した。
タカオたちが帰国してから少ししたある日、ホビーショップ水原にボーグが現れる。レイはユーリに挑むも、ドライガーを破壊され、敗れる。駆けつけたタカオがユーリに挑むも、惨敗。ドラグーンを破壊されてしまう。日本のレベルを確かめたボーグは、ロシアへと引き上げていった。そんな中、大転寺会長からベイブレード世界選手権の開催が告げられ、タカオ、カイ、マックス、レイの4人は日本代表に選ばれる。

### 第一回ベイブレード世界選手権〜VS ボーグ
新しいドラグーン・ドラグーンFをひっさげて、世界大会に出場したタカオ。時間になってもカイが現れないため、3人で1回戦を突破。しかし試合後、ようやく姿を見せたカイは、タカオたちと世界大会に出場する気は無いと告げる。カイが不在のままアメリカ、メキシコを下し、4回戦に進んだタカオたち。次の相手はライたち中国チームを破った優勝候補、ユーロチームに決まった。一方、各国のブレーダー相手に野試合を仕掛けていたカイは、ユーロチームのジョニーとラルフに続け様に挑み、敗北。タカオに活を入れられ、リベンジを誓う。そして4回戦にカイが遅れて登場、ついに日本代表は4人揃う。カイはラルフを倒し、リベンジを果たす。そして次はタカオとジョニーの試合。しかし、突如乱入したボーグに世界大会が壊されてしまった。
ボーグの挑戦を受け、ヘリコプターでどこかの島に連れてこられた各国のブレーダーたち。タカオはユーリに再戦を挑む。タカオはユーリに敗れかけたが、兄からの新たなパーツによりドラグーンはパワーアップ。ユーリを倒し、ボーグは消え去った。

### VS ザガート
アニメ版の『2002』に相当。

#### VS 聖封士
ボーグを倒してから1ヶ月。タカオはキョウジュと共にユーリとの再戦に向かうが、そこには聖封士のオズマに敗れるユーリと、消えていく銀狼の姿があった。オズマの挑戦を受けたタカオは、フラッシュレオパルドをスタジアムアウトさせるも、オズマはバトルを続行。ほかの聖封士3人も加わり4vs1に。そこへレイとマックスが国外から駆けつけ、聖封士の狙いは聖獣を奪うことだと警告。そしてユーリから、ボーグの黒幕であるザガート博士が、聖獣の力を手に入れるために、聖封士による聖獣狩りを始めたのだと知らされ、怒るタカオ。しかし、それにより生まれた隙を突かれピンチに陥り、ドラグーンを助けようと乱入したレイの白虎が代わりに封印されてしまう。奪還を誓い、入り口で合流したカイと共に、ザガートタワーへ侵入するタカオたち。敵であるザガートから聖獣を守るために封印するという聖封士をタカオとレイで倒し、白虎の封印を解くことに成功した。

#### VS ケイン
直後現れたケインが聖封士のベイを破壊。さらに奥から、ザガートらと共に現れたのはキョウジュ。ザガートにスカウトされたキョウジュは、タカオと真剣勝負をするためにケインたちのベイを設計したのだという。キョウジュの気持ちに応えるため、ケインとバトルを始めるタカオ。しかし、サイバードラグーンはザガートによるアレンジが加えられており、合成聖獣の前に敗北。キョウジュは利用されたのだ。タカオはその場から走り去ったキョウジュを追いかけ、ドラグーンを修理しようとするが、キョウジュは新たにドラグーンV2を作成していた。ザガートに協力したことを悔いていたキョウジュは、V2の製作に取り掛かる。途中、ケインの妨害にあいつつも、V2は完成し、再びケインとバトルし勝利。他のサイバーベイブレードと戦っていたカイたちも勝利し、タカオたちはザガートタワーを後にした。

#### VS ZO
数日後、G・B・Cの開催が決定。レイとマックスはそれぞれ別の国から代表を目指すという。2人を見送ったタカオの前に、謎の少年ZOが現れ、バトルするが引き分けに終わる。そして始まった日本代表予選。タカオとカイは順調に勝ち進む。予選初日終了後、カイは聖獣を狙って現れたZOとバトルをするが、ZOの言葉に動揺し、負けてしまう。そこに駆けつけたタカオたちの前に現れたザガートは、ZOと親子であることが発覚。さらに、ザガートの目的は、事故で亡くなった息子のゼオを四聖獣の力で生き返らせることで、ZOはそのために育て上げられた、ゼオの弟のレオンであることも明らかになった。タカオはZOとバトルをするが苦戦。勝敗などいいから聖獣を奪えと言うザガートに、自分を押し殺して従うZO。しかし、傷ついてなお向かってくるタカオのブレーダー魂に触れ、父のために戦う戦士ZOではなく、レオンとして自分のために戦うことを選び向かっていくが、ドラグーンが進化し、タカオが勝利する。自らの過ちに気付いたザガートは、レオンと和解し去って行った。そしてタカオは、ドラグーンGと共に大会を勝ち進む。

### G・B・C（グレート・ベイブレード・カップ）

#### 代表予選
タカオは世界大会代表の予選に新たなドラグーンを引っさげ参加。カイは、一足先に代表となる。そして、遅れてタカオも代表になり、日本代表チーム「BBAレボリューション」を結成する。ここで、大地が現れる。大地は、実は日本代表補欠として選ばれていた。タカオはカイと組もうとしたが、カイはいなくなり、そのまま世界大会に突入した。

#### VS ネオボーグ
カイがいないまま、タカオたちは世界大会へ。第1戦アメリカ大会では、タカオは仕方なく大地とタッグを組むこととなる。最初の相手は以前戦ったボーグ改めロシア代表ネオボーグ。そこに日本代表から抜け、ネオボーグの一員となったカイの姿があった。タカオは動揺を隠せぬまま、試合開始。タカオは大地と全く息が合わず苦戦。カイとの一対一を邪魔する大地にタカオは、大地のガイアドラグーンを攻撃。そのまま仲間割れを起こした日本代表は、ユーリの攻撃に敗れ、惨敗。その後、マックスやレイの説得もあり、タカオは大地と和解した。

#### VS fサングレ
次なる戦いの舞台はスペイン。現地に到着したタカオたちは、世界一のベイブレード職人と言われるパブロ・フェルナンデスのもとへ向かう。ネオボーグ戦で傷ついたドラグーンの修理を頼むが、パブロはこれを拒否。熱く滾る情熱（パッション）のないブレーダーには何も作らないと言う。そこでパブロに己の実力を認めさせるべくタカオはfサングレのメンバー・ラウルに戦いを挑む。敗れはしたがその情熱に打たれたパブロはタカオにドラグーンGT（ギャラクシーターボ）を託す。その翌日の試合でfサングレと対戦。相手のコンビネーションに翻弄されながらも、タカオは大地との息の合ったベイバトルを展開し勝利した。

#### VS バイフーズ
第3、第4戦は日本で行われることとなり、会場へ集結したタカオたちブレーダーだったが、謎の男の奇襲を受ける。その男の名はケン・ダイバ、G・B・Cの総帥である。勝負を持ちかけられたタカオたちは全員でダイバに挑むが全く歯が立たないまま負けてしまう。そしてダイバは新たなる力、HMS（ヘヴィ・メタル・システム）でのバトルの開始を宣言する。

#### VS PPBオールスターズ
オーシャンスタジアムで行われる第5戦（最終戦）、日本代表の次なる相手はマックス率いるアメリカ代表PPB。しかし、試合前日の練習中に大地のガイアドラグーンが壊れてしまう。そして迎えた当日キョウジュが大地の代わりに試合に参戦。苦戦しつつも最後にマックスとの1対1を制し、BBAが勝利した。

#### VS カイ
PPBを倒し、再びネオボーグとの対戦が決まった。決戦前夜タカオは単身ある場所へ。そこはカイと初めて戦った場所であった。そこに現れたカイとバトルを始めた。

### 勝敗表
| キャラクター                              | 使用ベイ                              | 勝敗 | 勝敗 | 使用ベイ                 | キャラクター             |
| ----------------------------------------- | ------------------------------------- | ---- | ---- | ------------------------ | ------------------------ |
| 木ノ宮タカオ                              | 名称不明                              | ○    | ●    | 名称不明                 | マサル                   |
| 木ノ宮タカオ                              | 名称不明                              | ●    | ○    | 名称不明                 | 鼻でかシェルキラー       |
| 木ノ宮タカオ                              | アルティメットドラグーン              | ○    | ●    | 名称不明                 | 鼻でかシェルキラー       |
| 木ノ宮タカオ                              | ドラグーン                            | ○    | ●    | 名称不明                 | 蛭田マコト               |
| 木ノ宮タカオ                              | ドラグーン                            | ●    | ○    | 名称不明                 | 蛭田マコト               |
| 木ノ宮タカオ                              | ドラグーン                            | ○    | ●    | 名称不明                 | 蛭田マコト               |
| キョウジュ                                | 名称不明                              | ●    | ○    | 名称不明                 | シェルキラー（多数）     |
| 木ノ宮タカオ                              | アルティメットドラグーン              | ○    | ●    | 名称不明                 | シェルキラー（多数）     |
| 木ノ宮タカオ                              | アルティメットドラグーン              | ●    | ○    | フロスティックドランザー | 火渡カイ                 |
| 木ノ宮タカオ                              | アルティメットドラグーン              | ○    | ●    | フロスティックドランザー | 火渡カイ                 |
| 木ノ宮タカオ                              | ドラグーンGA                          | ●    | ○    | プロトシエル             | 水原マックス             |
| スーパーバトルトーナメント                |                                       |      |      |                          |                          |
| キョウジュ                                | アインシュタイン                      | ●    | ○    | ドランザーACB            | 火渡カイ                 |
| 木ノ宮タカオ                              | ドラグーンGA                          | ○    | ●    | スピンカッター           | 蛭田マコト               |
| 木ノ宮タカオ                              | ドラグーンGA                          | ○    | ●    | 名称不明                 | 鈴鹿                     |
| 木ノ宮タカオ                              | ドラグーンGA                          | ○    | ●    | 名称不明                 | 筑波                     |
| 木ノ宮タカオ                              | ドラグーンGA                          | ○    | ●    | 名称不明                 | 茂木                     |
| 水原マックス                              | ドラシエルMBD                         | ●    | ○    | ドランザーACB            | 火渡カイ                 |
| 水原マックス                              | ドラシエルMBD                         | ○    | ●    | ドランザーACB            | 火渡カイ                 |
| 水原マックス                              | ドラシエルMBD                         | ●    | ○    | ドランザーACB            | 火渡カイ                 |
| 木ノ宮タカオ                              | ドラグーンGA                          | ●    | ○    | ドライガーS              | レイ（金李）             |
| 木ノ宮タカオ                              | ドラグーンGA                          | ○    | ●    | ドライガーS              | レイ（金李）             |
| 木ノ宮タカオ                              | ドラグーンGA                          | ‐    | ‐    | ドライガーS              | レイ（金李）             |
| 木ノ宮タカオ                              | ドラグーンS                           | ○    | ●    | ドランザーACB            | 火渡カイ                 |
| 木ノ宮タカオ                              | ドラグーンS                           | ●    | ○    | ドランザーACB            | 火渡カイ                 |
| 木ノ宮タカオ                              | ドラグーンS                           | ○    | ●    | ドランザーACB            | 火渡カイ                 |
| VS 牙族（中国 山東省の奥地）              |                                       |      |      |                          |                          |
| 水原マックス                              | ドラシエルMCB                         | ●    | ○    | ガルマーン               | キキ                     |
| 火渡カイ                                  | ドランザーS                           | ○    | ●    | ガルズリー               | ガオウ                   |
| 木ノ宮タカオ                              | ドラグーンS                           | ○    | ●    | ガルオン                 | ライ                     |
| 木ノ宮タカオ                              | ドラグーンS                           | ○    | ●    | モンスターベイ           | ブレーダーギャング       |
| マイケル・ソマーズ                        | トライグル                            | ○    | ●    | 名称不明（複数）         | ブレーダーギャング       |
| VS ボーグ（ホビーショップ水原）           |                                       |      |      |                          |                          |
| レイ（金李）                              | ドライガーS                           | ●    | ○    | ウルボーグ               | ユーリ・イヴァノーフ     |
| 木ノ宮タカオ                              | ドラグーンS                           | ●    | ○    | ウルボーグ               | ユーリ・イヴァノーフ     |
| 第一回ベイブレード世界選手権              |                                       |      |      |                          |                          |
| ライ                                      | ガルオン                              | ○    | ●    | 不明                     | カナダ代表選手           |
| ライ                                      | ガルオン                              | ○    | ●    | 不明                     | カナダ代表選手           |
| ライ                                      | ガルオン                              | ○    | ●    | 不明                     | カナダ代表選手           |
| レイ（金李）                              | ドライガーF                           | ○    | ●    | ピラニオン               | ラッジェ                 |
| レイ（金李）                              | ドライガーF                           | ○    | ●    | ピラニオン               | ブラジル代表選手         |
| レイ（金李）                              | ドライガーF                           | ○    | ●    | ピラニオン               | リオ                     |
| 水原マックス                              | ドラシエルS                           | ○    | ●    | トライホーン             | スティーブ               |
| 水原マックス                              | ドラシエルS                           | ○    | ●    | トライピオ               | エディ                   |
| 水原マックス                              | ドラシエルS                           | ●    | ○    | トライグル               | マイケル・ソマーズ       |
| 木ノ宮タカオ                              | ドラグーンF                           | ○    | ●    | トライグル               | マイケル・ソマーズ       |
| 木ノ宮タカオ                              | ドラグーンF                           | ○    | ●    | 不明                     | メキシコ代表選手         |
| 木ノ宮タカオ                              | ドラグーンF                           | ○    | ●    | 不明                     | メキシコ代表選手         |
| 木ノ宮タカオ                              | ドラグーンF                           | ○    | ●    | 不明                     | メキシコ代表選手         |
| 中国代表選手                              | 不明                                  | ●    | ○    | サラマリオン             | ジョニー・マクレガー     |
| 中国代表選手                              | 不明                                  | ●    | ○    | サラマリオン             | ジョニー・マクレガー     |
| ライ                                      | ガルオン                              | ●    | ○    | サラマリオン             | ジョニー・マクレガー     |
| 火渡カイ                                  | ドランザーS                           | ●    | ○    | サラマリオン             | ジョニー・マクレガー     |
| 火渡カイ                                  | ドランザーS                           | ●    | ○    | グリフォリオン           | ラルフ・ユンゲンス       |
| 火渡カイ                                  | ドランザーF                           | ●    | ○    | グリフォリオン           | ラルフ・ユンゲンス       |
| 火渡カイ                                  | ドランザーF                           | ○    | ●    | グリフォリオン           | ラルフ・ユンゲンス       |
| 火渡カイ                                  | ドランザーF                           | ○    | ●    | グリフォリオン           | ラルフ・ユンゲンス       |
| 木ノ宮タカオ                              | ドラグーンF                           | ‐    | ‐    | サラマリオン             | ジョニー・マクレガー     |
| VS ボーグ（島）                           |                                       |      |      |                          |                          |
| ライ                                      | ガルオン                              | ●    | ○    | ワイボーグ               | イワン                   |
| 木ノ宮タカオ                              | ドラグーンF                           | ○    | ●    | ワイボーグ               | イワン                   |
| レイ（金李）                              | ドライガーF                           | ○    | ●    | シーボーグ2              | セルゲイ                 |
| 水原マックス                              | ドラシエルF                           | ○    | ●    | ファルボーグ2            | ボリス                   |
| 火渡カイ                                  | ドランザーF                           | ○    | ●    | 名称不明（複数）         | ボーグ攻撃隊             |
| 水原マックス                              | ドラシエルF                           | ○    | ●    | ファルボーグ2            | ボリス                   |
| 木ノ宮タカオ                              | ドラグーンF→V                         | ○    | ●    | ウルボーグ2              | ユーリ・イヴァノーフ     |
| VS ザガート一味                           |                                       |      |      |                          |                          |
| ユーリ・イヴァノーフ                      | ウルボーグ2                           | ●    | ○    | フラッシュレオパルド     | オズマ                   |
| 木ノ宮タカオ                              | ドラグーンV                           | ○    | ●    | フラッシュレオパルド     | オズマ                   |
| レイ（金李）                              | ドライガーV                           | △    | △    | ドランザーV              | 火渡カイ                 |
| 木ノ宮タカオ                              | ドラグーンV                           | ○    | ●    | フラッシュレオパルド2    | オズマ                   |
| 木ノ宮タカオ                              | ドラグーンV                           | ○    | ●    | バニシングムート         | ユスフ                   |
| レイ（金李）                              | ドライガーV                           | ○    | ●    | シャークラッシュ         | マリアム                 |
| レイ（金李）                              | ドライガーV                           | ○    | ●    | ボルティックエイプ       | ドゥンガ                 |
| 木ノ宮タカオ                              | ドラグーンV                           | ●    | ○    | サイバードラグーン       | ケイン山下               |
| 火渡カイ                                  | ドランザーV                           | ○    | ●    | サイバードランザー       | ゴウキ                   |
| 水原マックス                              | ドラシエルV                           | ○    | ●    | サイバードラシエル       | ジム                     |
| レイ（金李）                              | ドライガーV                           | ○    | ●    | サイバードライガー       | サリマ                   |
| 木ノ宮タカオ                              | ドラグーンV2                          | ○    | ●    | サイバードラグーン       | ケイン山下               |
| 木ノ宮タカオ                              | ドラグーンV2                          | △    | △    | バーニングケルベロス     | ZO                       |
| 火渡カイ                                  | ドランザーV2                          | ●    | ○    | バーニングケルベロス     | ZO                       |
| 木ノ宮タカオ                              | ドラグーンV2→G                        | ○    | ●    | バーニングケルベロス     | ZO                       |
| 皇大地のストーリー                        |                                       |      |      |                          |                          |
| 皇大地                                    | 名称不明                              | ○    | ●    | 名称不明（複数）         | トップキャット（チーム） |
| 皇大地                                    | 名称不明                              | ●    | ○    | ドライガーF              | レイ（金李）             |
| 皇大地                                    | 名称不明                              | ●    | ○    | ゼファーXJ               | 蛭田マコト               |
| 皇大地                                    | ガイアドラグーン                      | ○    | ●    | ゼファーXJ               | 蛭田マコト               |
| 皇大地                                    | ガイアドラグーン                      | ●    | ○    | ガーディアンドライガー   | 獅子剣之介               |
| 皇大地                                    | ガイアドラグーン                      | ○    | ●    | ガーディアンドライガー   | 獅子剣之介               |
| 皇大地                                    | ガイアドラグーン                      | ○    | ●    | 名称不明                 | 皇大地 （偽者）          |
| 皇大地                                    | ガイアドラグーン                      | ○    | ●    | スパイクリザード         | 十文字ヒカル             |
| 皇大地                                    | ガイアドラグーンV                     | ○    | ●    | スパイクリザード         | 十文字ヒカル             |
| G・B・C（グレート・ベイブレード・カップ） |                                       |      |      |                          |                          |
| 皇大地                                    | ガイアドラグーンV                     | △    | △    | ドラシエルV2             | 水原マックス             |
| 火渡カイ                                  | ドランザーV2                          | ○    | ●    | スパイクリザード         | 十文字ヒカル             |
| 火渡カイ                                  | ドランザーV2                          | ○    | ●    | ガイアドラグーンV        | 皇大地                   |
| 木ノ宮タカオ                              | ドラグーンG                           | ○    | ●    | ガーディアンドライガー   | 獅子剣之介               |
| 火渡カイ                                  | ドランザーG                           | ○    | ●    | ワイボーグ               | イワン                   |
| 皇大地                                    | ガイアドラグーンV                     | -    | -    | ロックバイソン           | リック                   |
| 水原マックス                              | ドラシエルV2                          | ●    | ○    | ドライガーG              | レイ（金李）             |
| リック                                    | ロックバイソン                        | ●    | ○    | ガルオン2                | ライ                     |
| 木ノ宮タカオ                              | ドラグーンG                           | ●    | ○    | ドランザーG              | 火渡カイ                 |
| 皇大地                                    | ガイアドラグーンV                     | ●    | ○    | ウルボーグ4              | ユーリ・イヴァノーフ     |
| ミハエル                                  | 不明                                  | ●    | ○    | フレイムペガサス         | ラウル                   |
| マチルダ                                  | 不明                                  | ●    | ○    | サンダーペガサス         | ジュリア                 |
| 木ノ宮タカオ                              | ドラグーンG                           | ‐    | ‐    | フレイムペガサス         | ラウル                   |
| 木ノ宮タカオ                              | ドラグーンGT                          | ○    | ●    | フレイムペガサス         | ラウル                   |
| 皇大地                                    | ガイアドラグーンG                     | ○    | ●    | サンダーペガサス         | ジュリア                 |
| 皇大地                                    | ガイアドラグーンG                     | ○    | ●    | デザートスフィンクサー   | ラムダ                   |
| 火渡カイ                                  | ドランザーG                           | ○    | ●    | ドライガーG              | レイ（金李）             |
| ユーリ・イヴァノーフ                      | ウルボーグ4                           | ○    | ●    | ガルオン2                | ライ                     |
| 皇大地                                    | ガイアドラグーンG                     | ●    | ○    | ドランザーGT             | 火渡カイ                 |
| バルテズソルダ                            | バルテズソルダ                        | ●    | ○    | PPBオールスターズ        | PPBオールスターズ        |
| 皇大地                                    | ガイアドラグーンG                     | ●    | ○    | 名称不明                 | ケン・ダイバ             |
| 木ノ宮タカオ                              | ドラグーンGT                          | ●    | ○    | 名称不明                 | ケン・ダイバ             |
| レイ（金李）                              | ドライガーG                           | ●    | ○    | 名称不明                 | ケン・ダイバ             |
| ライ                                      | ガルオン2                             | ●    | ○    | 名称不明                 | ケン・ダイバ             |
| 水原マックス                              | ドラシエルG                           | ●    | ○    | 名称不明                 | ケン・ダイバ             |
| リック                                    | ロックバイソン                        | ●    | ○    | 名称不明                 | ケン・ダイバ             |
| ラウル                                    | フレイムペガサス                      | ●    | ○    | 名称不明                 | ケン・ダイバ             |
| ジュリア                                  | サンダーペガサス                      | ●    | ○    | 名称不明                 | ケン・ダイバ             |
| 水原マックス                              | ドラシエルMS                          | ○    | ●    | フレイムペガサスMS       | ラウル                   |
| リック                                    | ロックバイソンMS                      | ○    | ●    | サンダーペガサスMS       | ジュリア                 |
| 木ノ宮タカオ                              | ドラグーンMS                          | ○    | ●    | ドライガーMS             | レイ（金李）             |
| 皇大地                                    | ガイアドラグーンMS                    | ○    | ●    | ガルオンMS               | ライ                     |
| 皇大地                                    | ガイアドラグーンMS                    | △    | △    | アインシュタインMS       | キョウジュ               |
| ユーリ・イヴァノーフ                      | ウルボーグMS                          | ●    | ○    | デスガーゴイルMS         | ミハエル                 |
| ボリス                                    | ファルボーグMS                        | ●    | ○    | キラーイーグルMS         | クロード                 |
| 木ノ宮タカオ                              | ドラグーンMS                          | ●    | ○    | デスガーゴイル           | ミハエル                 |
| 木ノ宮タカオ                              | ドラグーンMS アルティメットバージョン | ○    | ●    | デスガーゴイルMS         | ミハエル                 |
| 皇大地                                    | ガイアドラグーンMS                    | ○    | ●    | ピアスヘッジホッグMS     | マチルダ                 |
| PPBオールスターズ                         | PPBオールスターズ                     | ●    | ○    | ネオボーグ               | ネオボーグ               |
| バイフーズ                                | バイフーズ                            | ○    | ●    | fサングレ                | fサングレ                |
| 皇大地                                    | ガイアドラグーンMS                    | ○    | ●    | サンダードラゴン         | 獅子天丸                 |
| 木ノ宮タカオ                              | ドラグーンMS アルティメットバージョン | ○    | ●    | ドラシエルMS             | 水原マックス             |
| キョウジュ                                | アインシュタインMS                    | ○    | ●    | ロックバイソンMS         | リック                   |
| ネオボーグ                                | ネオボーグ                            | ○    | ●    | fサングレ                | fサングレ                |
| バイフーズ                                | バイフーズ                            | ？   | ？   | バルテズソルダ           | バルテズソルダ           |
| 火渡カイ                                  | ドランザーMS                          | ○    | ●    | ファルボーグMS           | ボリス                   |
| 火渡カイ                                  | ドランザーMS                          | ○    | ●    | シーボーグMS             | セルゲイ                 |
| 火渡カイ                                  | ドランザーMS                          | ○    | ●    | ウルボーグMS             | ユーリ・イヴァノーフ     |
| 木ノ宮タカオ                              | ドラグーンMS アルティメットバージョン | ？   | ？   | ドランザーMS             | 火渡カイ                 |
| 木ノ宮タカオ                              | ドラグーンMF                          | ？   | ？   | ドランザーMF             | 火渡カイ                 |
| 皇大地                                    | ガイアドラグーンMS                    | ？   | ？   | ウルボーグMS             | ユーリ・イヴァノーフ     |

## 用語
ベイブレード
現代版ベーゴマで、作中ではしばしばベイと略される。主に4タイプあり、攻撃型（アタックタイプ）、防御型（ディフェンスタイプ）、持久型（スタミナタイプ）、バランス型（バランスタイプ）に分かれる。

ベイブレーダー
ベイブレードを操る子供たちのこと。作中ではブレーダーと略されている。
聖獣（せいじゅう）
ベイブレードのビットチップに宿る精霊。作中では呼ばれないが、ビットキャラクターという名称もある。それぞれの特性によりベイブレードに新たな力を加え、様々な戦いを可能にする。青龍、玄武、白虎、朱雀のビットは中国・山東省の遺跡から発掘されたもので、スーパーバトルトーナメントで四聖獣が集結したことで世界中のベイブレードに秘められた聖獣が覚醒した。

## 小説
青木たかおのホームページにおいて、小説『爆転SHOOTベイブレード外伝 ユーリ・イヴァノーフ』が公開されている。原案：青木たかお、作：日明恩。本作の登場人物であるユーリ・イヴァノーフの生い立ちが描かれている。
ユーリの生い立ちや哀しい過去のエピソードは原作漫画の中で描かれることはなかったが、ユーリが登場した頃から青木によって考えられていた。本来は単行本12巻の巻末に掲載予定で、2003年秋に青木がイメージやアイデアを日明に伝えて小説化され、青木によるイラストも描かれていたが、諸事情により単行本未収録となっていた。
小説の設定は『RISING』のユーリ登場回に反映されている。